# Leder
Leder ist durch Gerbung chemisch haltbar gemachte Tierhaut, deren natürliche Faserstruktur dabei erhalten bleibt. Es wird zwischen den Begriffen Leder und Pelz (Pelzfell) unterschieden. Leder wird aus der Lederhaut (anderer Name Dermis) genannten Hautschicht gewonnen. Sie besteht aus der äußeren Papillarschicht und der darunter liegenden Retikularschicht, die für die mechanische Festigkeit sorgt. Die Papillarschicht mit ihrer sehr feinen Faserstruktur ergibt am fertigen Leder die Narbenseite oder kurz „den Narben“. Die grobfasrige Retikularschicht wird als Aas- oder Fleischseite bezeichnet, aus der das Spaltleder gewonnen wird.
Die Haut von größeren Tieren wie Rind, Ross, Büffel, Esel und die vom Schwein wird im rohen ungegerbten Zustand ebenso als Leder wie als Haut bezeichnet. Die Haut von kleineren Tieren wie Kalb, Ziege, Schaf wird Fell genannt. Sind nach der Gerbung die haarbildende Oberhaut oder Epidermis und Haare noch erhalten, handelt es sich bei dem Produkt um Pelz oder Pelzfell. Nach dem Enthäuten liegen die Häute und Felle meist flach vor. Bei kleinen Tieren, vor allem bei Pelzfellen, wird die Haut häufig schlauchförmig abgezogen.
Abzugrenzen ist Leder von dem Begriff Pergament, denn bei Pergament handelt es sich zwar ebenfalls um Tierhaut, diese wird im Unterschied zum Leder jedoch nicht gegerbt, sondern lediglich spanngetrocknet.

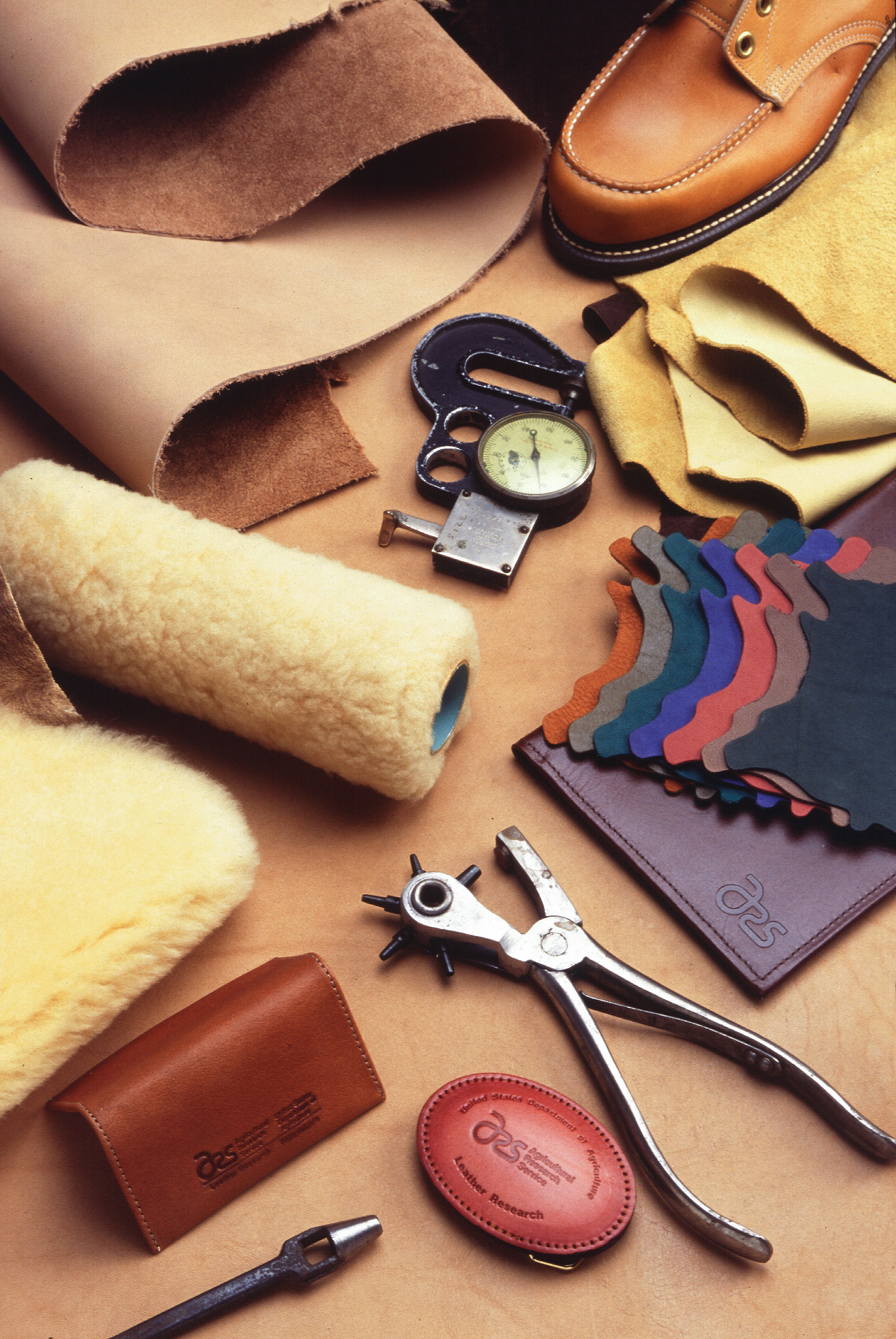
Leder, Werkzeuge und Erzeugnisse der Lederverarbeitung

Piktogramm für Leder

## Eigenschaften

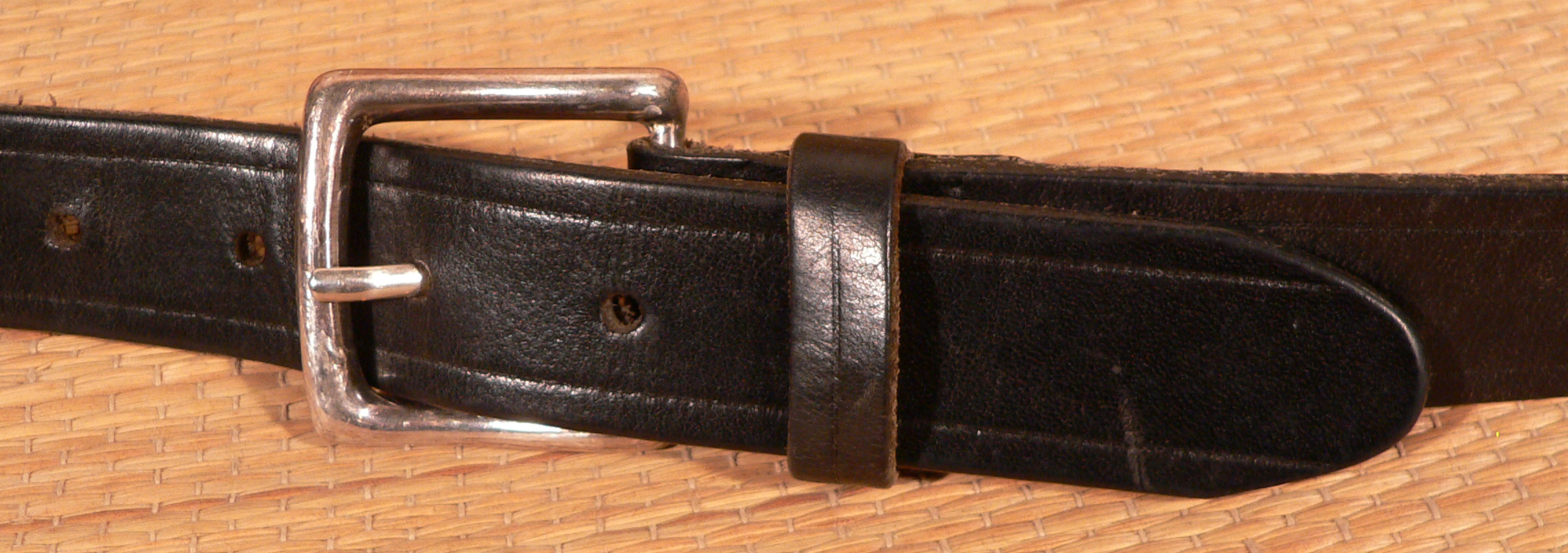
Ledergürtel mit Dornschnalle aus Metall

Leder ist ein geschmeidiges, zähes, eher festes, haltbares und vielseitig einsetzbares Material. Es ist relativ undurchlässig für Wasser, dennoch ist es atmungsaktiv, das heißt durchlässig für Luft und Wasserdampf, da es hygroskopisch ist.
Für die technische Beschreibung und Qualitätsbeurteilung von Leder sind die Dichte (spezifisches Gewicht), die Zugfestigkeit, die Dehnbarkeit, die Bruchfestigkeit des Narbens (siehe Flexometer), die Wasser- und Luftdurchlässigkeit, die Lichtbeständigkeit und die Schrumpfung entscheidend. Neben diesen physikalischen Werten werden chemische Werte wie Fettgehalt, Schrumpfungstemperatur im nassen Zustand, Gerbstoffgehalt, Waschbarkeit und Säuregehalt beurteilt.
Schwer oder gar nicht messbar sind Eigenschaften wie Weichheit, Struktur und Griff und die Optik. In der Praxis sind diese Eigenschaften für eine Entscheidung, ob und welches Leder verwendet wird, oft ebenso wichtig wie die technischen Parameter.

## Arten von Leder

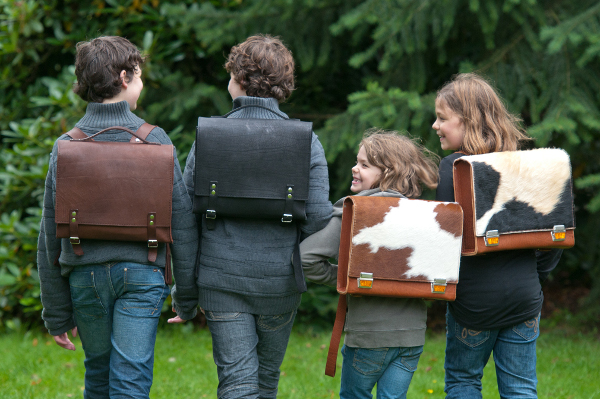
Schulranzen aus Rindsleder und Rindsfell

Leder wird aus den Häuten sehr unterschiedlicher Tierarten hergestellt. Die Einteilung in Lederarten erfolgt meist nach der Tierart, aber auch nach dem Verwendungszweck. Die nach der Tierart benannten Leder können durch ihr charakteristisches Narbenbild unterschieden werden.

### Nappaleder
Echtes Nappaleder ist ein weiches, chromgegerbtes Glattleder mit natürlichem Narbenbild aus ungespaltenen Schaf-, Lamm-, Ziegenfellen, sowie aus Großviehhäuten mit glatter Oberfläche. Je nach Gerbung und für Bekleidung wird es bevorzugt durchgefärbt. Durch besondere Verfahren in der Zurichtung wird die natürliche Narbenseite herausgearbeitet, poliert oder in den Qualitäten matt, seidig oder stark glänzend hergestellt. Das unterscheidet echtes Nappa von Nappalan, bei dem die Oberfläche mit Kunstharz beschichtet wird. Nappaleder wird als Sammelbegriff für besonders geschmeidiges Glattleder verwendet.

### Leder vom Rind
Eine große Reihe verschiedener Lederarbeiten wird aus Leder vom Rind hergestellt. Nappaleder und Ecraséleder werden unter anderem aus dem Leder von Kälbern hergestellt. Andere Lederarten werden aus Rindsleder hergestellt.
BoxcalfAus Boxcalf, dem vom Kalb gewonnenen Leder, wird der größte Teil der hochwertigen Herrenschuhe gefertigt, außerdem Taschen und andere Lederwaren mit zartem, fest anliegenden Narben. Es wird nach Alter und Größe des Tieres in Babycalf, Boxcalf und Mastbox eingeteilt. Boxcalfleder fühlt sich schmiegsam an und ist dabei trotzdem straff und sehr reißfest. Die Rechtsseite hat eine feine Narbenmaserung.
FärsenlederNach einer Definition aus dem Jahre 1900 ist es das Leder von einem unausgewachsenen Rind (Färse). Es ist eine Stufe zwischen Kalbs- und Rindleder.
GoldchromGoldchrom ist ein aus Häuten junger Rinder hergestelltes chromgegerbtes Leder, das gelb gefärbt wird. Es wird vorwiegend zu Sportbällen verarbeitet.
MastboxMastboxleder ist ein Boxcalfleder aus den Häuten von Mastkälbern. Es dient der Schuhherstellung.
RindboxRindbox aus Rinderhäuten ist das Ausgangsmaterial für festeres Gebrauchsschuhwerk, da es eine massive Struktur aufweist und dabei trotzdem biegsam bleibt. In Gerbart und Zurichtung entspricht es dem Boxcalf, unterscheidet sich jedoch deutlich in der Faserdicke in seiner Fläche.
VachettelederVachetteleder oder Vachetten wurde für Koffer und Handtaschen verwendet, bekannt wurde es durch Louis Vuitton. Das Leder dunkelt und verändert sich bei Berührung mit Wasser und anderen Flüssigkeiten. Es wird aus großflächigen, vor der Gerbung gespaltenen Rinderhäuten hergestellt. Man unterscheidet zwischen stark gefetteten und geschwärzten Schmiervachetten, Koffer- und Taschenvachetten sowie Lack- und Autovachetten.

### Ziegenleder

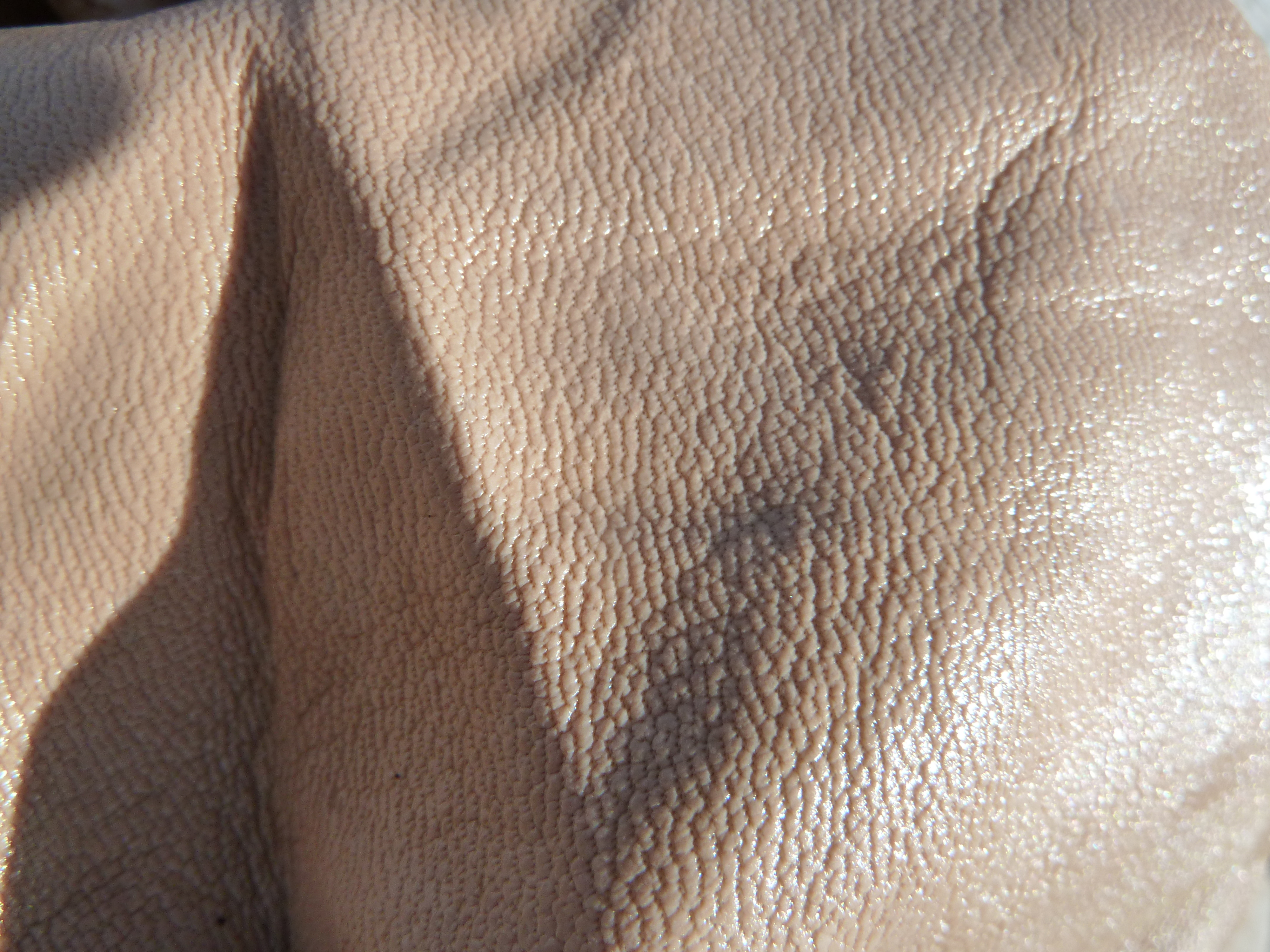
Oberfläche von Ziegenleder

Das typische Narbenbild ist gekennzeichnet durch die halbmondförmige Anordnung der Deckhaarlöcher, die kettenförmig über die ganze Oberfläche verteilt sind. Wie vom Kalb werden auch aus dem Leder junger Ziegen Nappaleder und Ecraséleder (Kapziege) hergestellt. Hinzu kommen Lederarten, die nur aus Ziegen- oder Zickleinleder produziert werden:

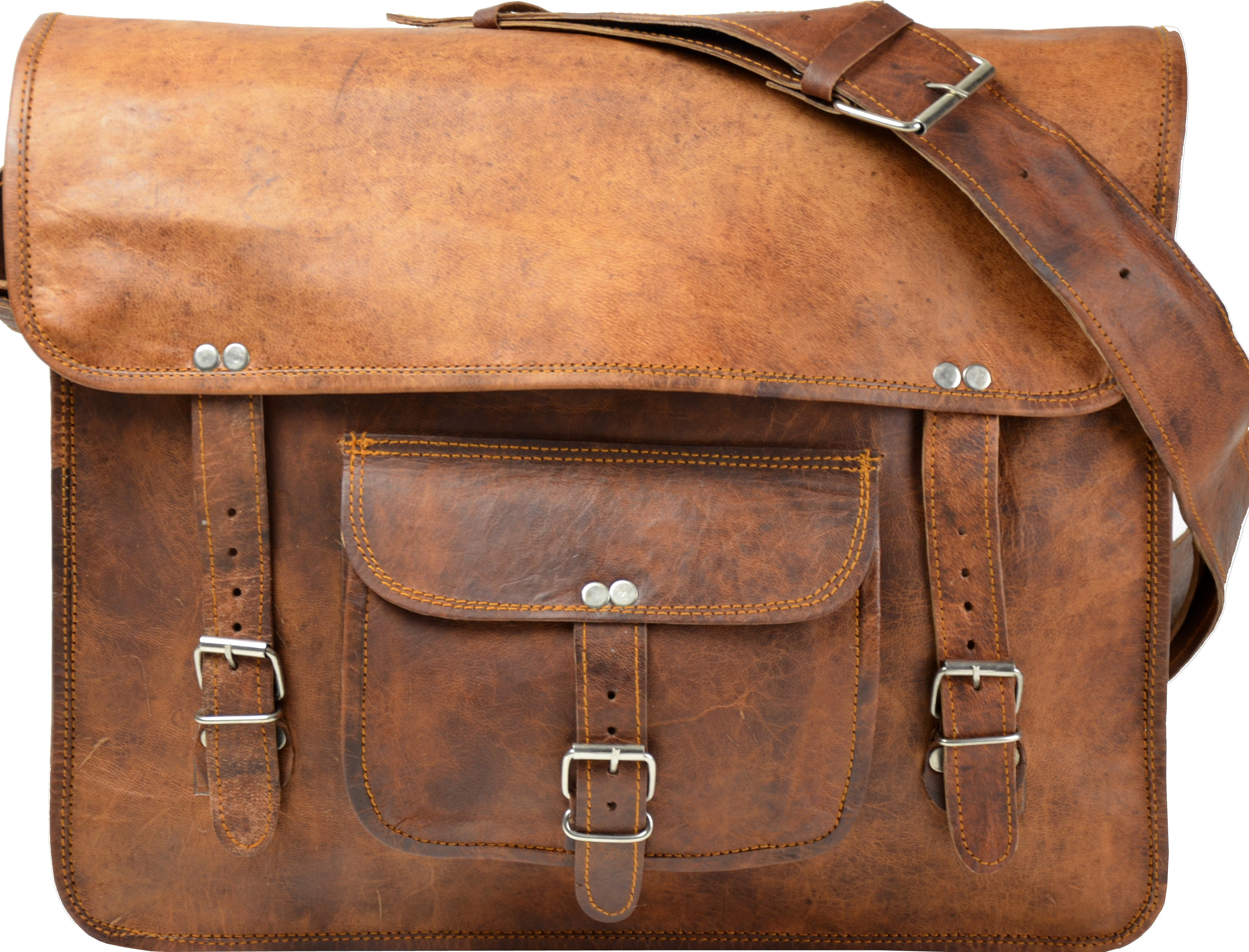
Umhängetasche aus Ziegenleder

ChevreauCheverau ist ein chromgegerbtes und durchgefärbtes, extrem feines Oberleder. Die Oberfläche ist glatt, weich, geschmeidig und weist eine charakteristische Faltenbildung auf. Die hochwertigsten stammen von jungen Ziegen (franz. chevreau = Zicklein). Felle älterer Tiere weisen stärkere und gröbere Narben auf. Ursprünglich wurde mit dem Begriff Chevreauleder ein feines Glacéleder französischer Herkunft bezeichnet. Unter Chevreau wird heute ein Ziegenleder verstanden, das im Chromzweibad oder kombiniert gegerbt ist. Es wird häufig für Schuhe und Taschen verwendet.
MaroquinMaroquin oder Marokkoleder ist ein geschwärztes Saffianleder mit feinen Narben. In der Buchbinderei bezeichnet Maroquin dagegen ein sumachgegerbtes, sehr haltbares Ziegenleder aus den Häuten der afrikanischen Kapziege, in der Struktur grobnarbig und besonders kräftig.
SaffianlederEchtes Saffianleder wird aus den Fellen ostindischer Ziegen hergestellt und mit Sumach gegerbt. Ein Erkennungsmerkmal ist das typische „Knirschen“. Die Bezeichnung wird von der Stadt Safi in Marokko hergeleitet. Saffian wird wegen seines festen, zähen und sehr haltbaren Materials zum Beispiel für Bucheinbände benutzt.
GasometerlederGasometerleder ist ein beidseitig geschliffenes, weiches Verlours-Ziegenleder, das sehr gut zur Flächenabdichtung geeignet ist – unter anderem für die namengebenden Gasbehälter. Dicht gelocht wird es auch als Schuhfutter verwendet.

### Schafleder
ChevrettenEine Imitation des Chevreauleders durch Schafleder, hierbei fehlt die klassische Haarlochanordnung des Ziegenleders.
Moutoneine Imitation des Saffianleders der Ziege durch Schafleder
SkiverSkivers sind sehr dünne Narbenspalte von Schafleder. Sie fallen teilweise bei der Produktion von Schaf- oder Lammvelours an und bestehen oft nur aus der Papillarschicht. Dadurch haben sie meist sehr schlechte mechanische Eigenschaften und werden bei der Verarbeitung auf Trägermaterialien aufkaschiert. Verwendet werden sie als Futterleder für Kleinlederwaren.
WaschlederWaschleder ist meist ein Lammleder, das sehr dünn ausgeschliffen wird. Es ist fast ohne Qualitätsverlust waschbar und behält bei immer wiederkehrendem Nasswerden und Auftrocknen seine Weichheit.

### Gämsenleder
Chamoisleder ist ein fettgegerbtes Gämsenleder mit gutem Saugvermögen.

### Schweinsleder
PorcDas Leder vom Schwein hat nicht die Qualität wie von Pferd, Ziege oder Rind. Es wird oft für Straßenschuhe des niedrigen Preissegments verwendet. Allerdings ist Porcleder durchaus strapazierfähig und formbeständig, was es für die Verarbeitung in gebrauchsfestem Schuhwerk durchaus geeignet macht. Das Leder ist an seinem charakteristischen, durch die Papillen bedingten Narbenbild zu erkennen.
PeccaryPekari ist eine südamerikanische Wildschweinart, die in den tropischen Regenwäldern Amazoniens vorkommt und das hochwertige Peccaryleder liefert. Weichheit, Zähigkeit und samtartiger Griff zeichnen das seltene Leder aus.
Die Häute der im Regenwald erlegten Pekari werden gesammelt, trockenkonserviert und von Händlern in die Gerbereien gebracht. Zur Bestandserhaltung der Tiere werden regelmäßige Zählungen durchgeführt, darauf aufbauend wird der Handel kontrolliert. Das sehr teure Leder wird vorwiegend für hochwertige Handschuhe (Autohandschuhe), aber auch für leichte Schuhe, Kleinlederwaren oder Luxusbekleidung eingesetzt. Peccary-Lederwaren haben eine gute Haltbarkeit, wird das Leder nass, kann es jedoch dunkle Flecken ausbilden.

### Pferdeleder, Cordovan
Cordovan bezeichnet die Hinterpartie von Rosshäuten, die die sogenannten Shells oder butts (Kruppen) enthält. Der Name leitet sich von der spanischen Stadt Córdoba ab, in der man einst auf die Herstellung von Ziegenleder unter dem gleichen Namen spezialisiert war. Seine Lederstärke liegt zwischen 1,6 und 1,8 Millimetern, steht jedoch der Geschmeidigkeit von Boxcalfleder nicht nach. Cordovan ist wegen seiner geringen Verfügbarkeit im oberen Lederpreissegment anzufinden. Zum einen geht das Angebot an Rohware stetig zurück, und zum anderen ist das von der Hinterpartie eines Pferdes gewonnene Leder recht klein.

### Känguruleder

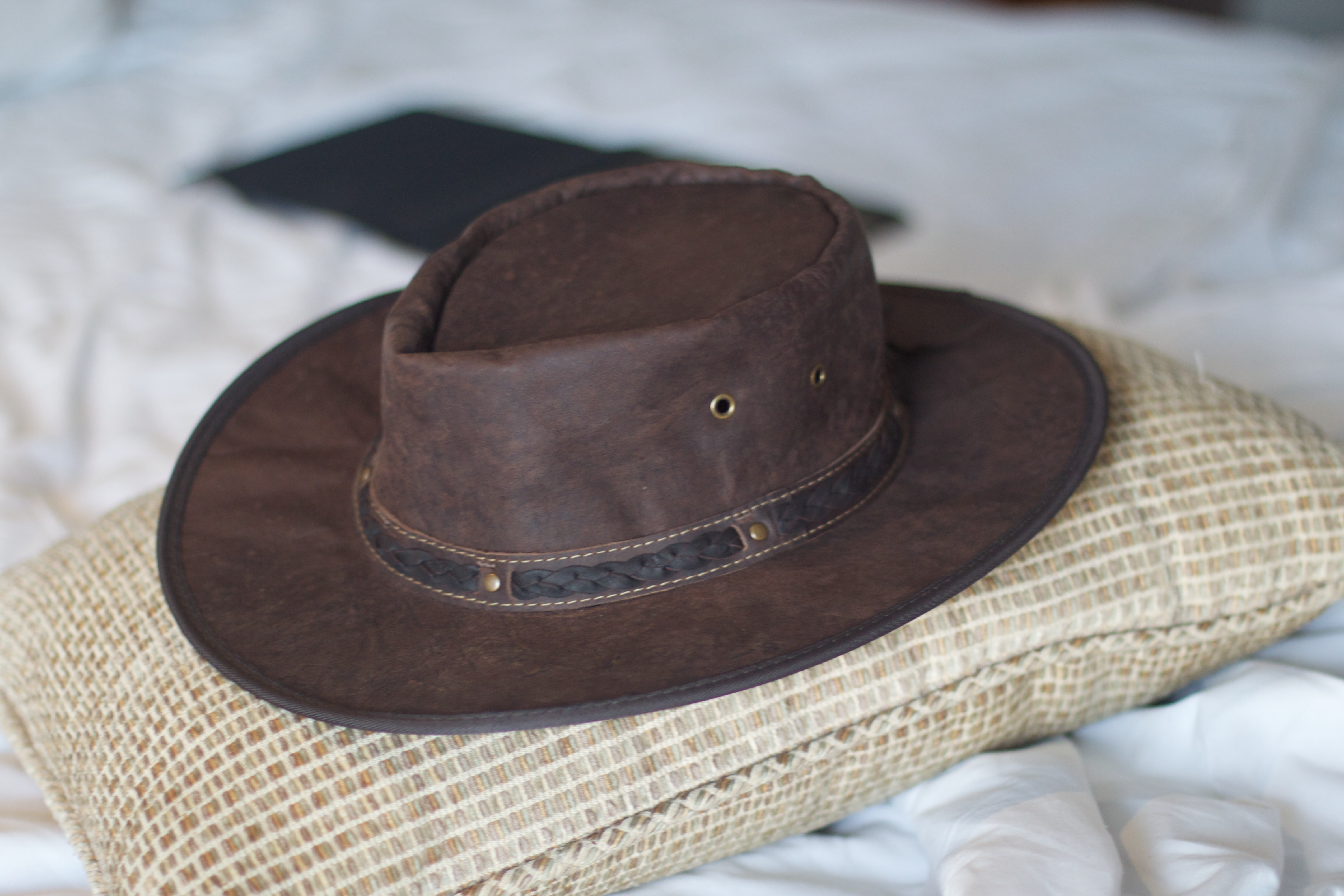
Hut aus Känguruleder

Als Nebenprodukt der wirtschaftlichen Nutzung von Kängurufleisch wird auch das Leder des Kängurus verarbeitet. Känguruleder ist leichter und dehnbarer als Ziegen- oder Rindsleder, bekommt aber schneller Falten und dunkelt eher nach. Es findet unter anderem für Hüte, Taschen, Schuhe, Gürtel, Peitschen, Motorrad-Schutzkleidung und Kleinlederwaren Verwendung. Große Sportartikelhersteller, wie Adidas, vermarkten Produkte aus Känguruleder (wie den bekannten Fußballschuh Copa Mundial) meist unter der Bezeichnung „K-Leder“.
Die Populationen der großen Känguruarten wachsen, wegen der inzwischen fehlenden natürlichen Feinde, ohne Bejagung so stark an, dass sie, entsprechend einer Studie, als Nahrungskonkurrenten des Nutzviehs durch Überweidung die Landwirtschaft und das Ökosystem durch Überdüngung erheblich schädigen. Australien legt daher jährlich Abschussquoten für die etwa 50 Millionen Kängurus fest.
Der größte Markt für Känguruleder ist Australien, gefolgt von Italien, wo zwischen 2012 und 2015 etwa 2 Millionen Häute verarbeitet wurden.

### Reptilienleder
Reptilienleder hat ein charakteristisches Narbenbild mit Schuppen, ist sehr formstabil und wird vorwiegend für Luxusobjekte eingesetzt.
KrokodillederZur Herstellung von echtem Krokodilleder wird vornehmlich die Haut junger, gezüchteter Krokodile verwendet. Ausgewachsene Exemplare haben zu große und kräftige Schuppen, die bei der Verarbeitung leicht brechen. Bei Imitaten wird das typische Narbenbild auf Glattleder geprägt.

### Fischleder
Fischleder wird aus der Haut von Fischen hergestellt. Verwendung findet insbesondere Aalleder sowie Leder von Dorschen, Rochen-Arten (z. B. Mantarochen), Haien etc. Es wird wegen seiner interessanten Lederhaut vorwiegend für Schuhe und Taschen verwendet.

### Straußenleder
Straußenleder hat ein charakteristisches gänsehautartiges Narbenbild mit großen Federbälgen. Es ist besonders haltbar und an den typischen Knötchen am Rücken zu erkennen. Bei Imitaten wird das typische Narbenbild auf Glattleder geprägt.

### Elefantenleder
Elefantenleder hat ein stark ausgeprägtes Narbenbild. Es unterliegt strengen Einfuhrbedingungen nach Europa. Im deutschen Lederhandel wird es nicht angeboten.

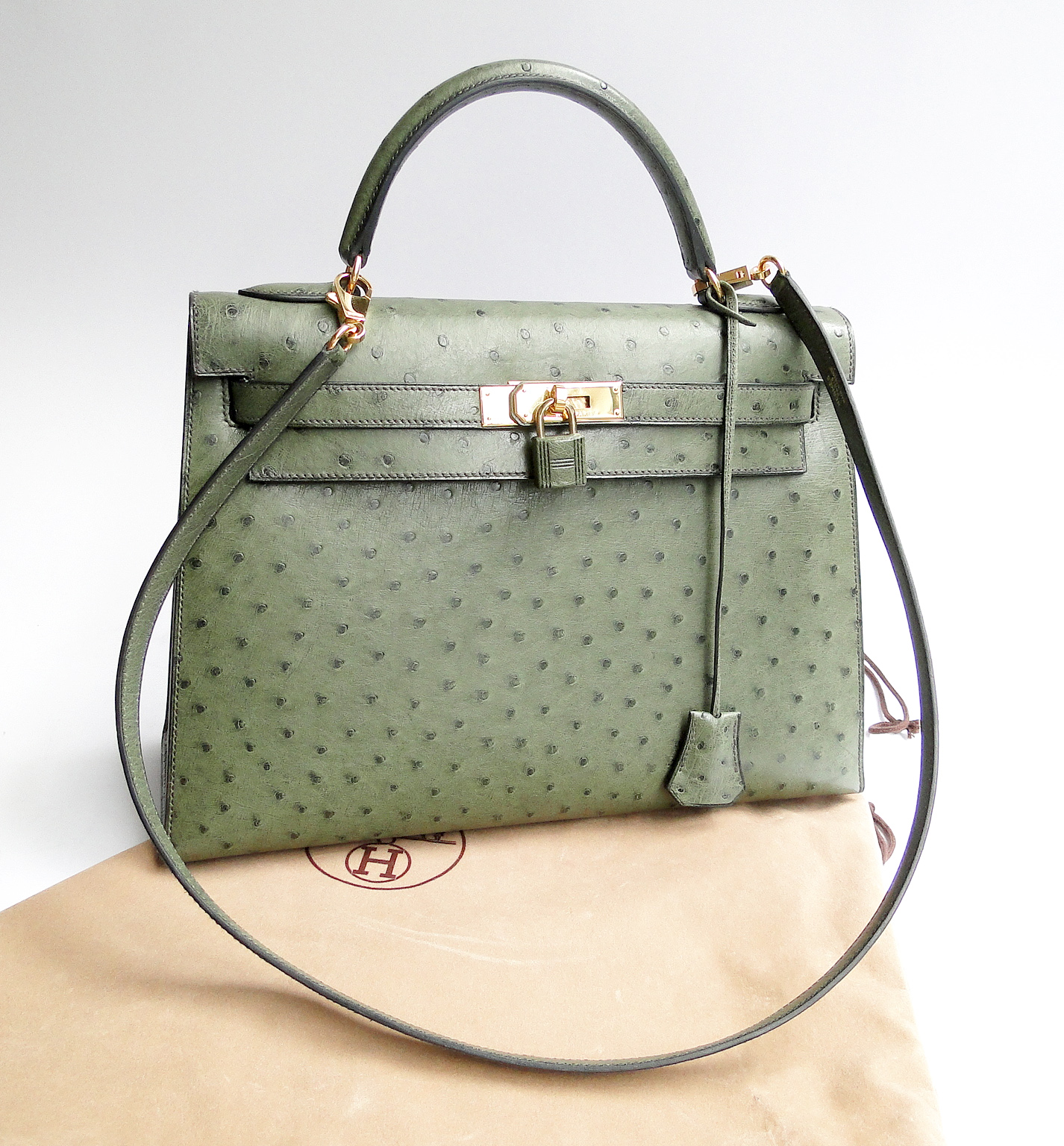
Kelly Bag aus graugrünem Straußenleder
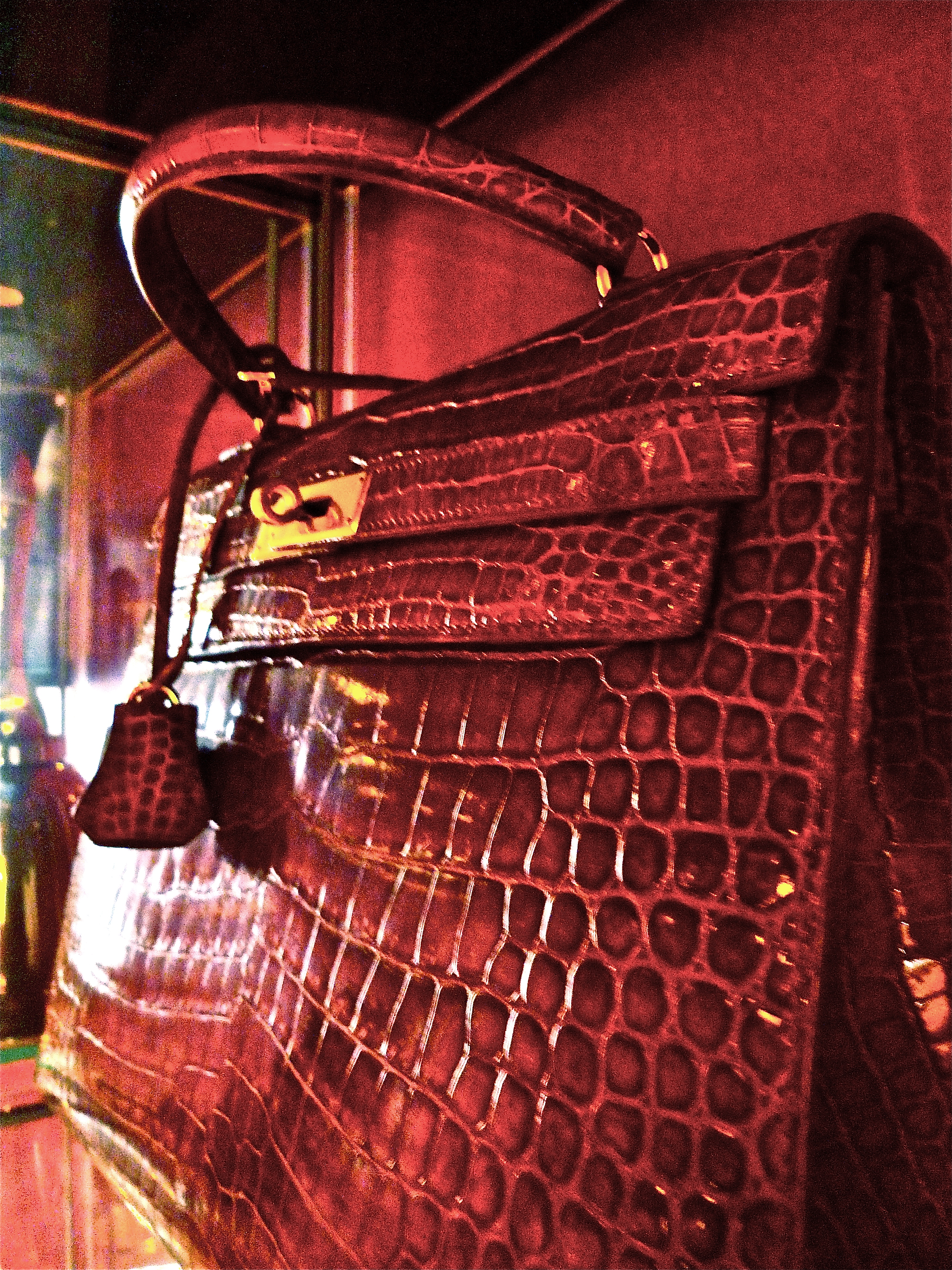
Kelly Bag aus rotem Krokodilleder
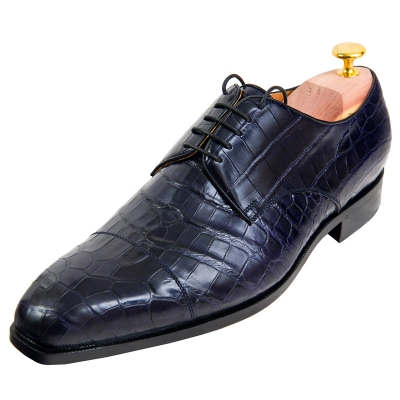
Schuh aus Krokodilleder
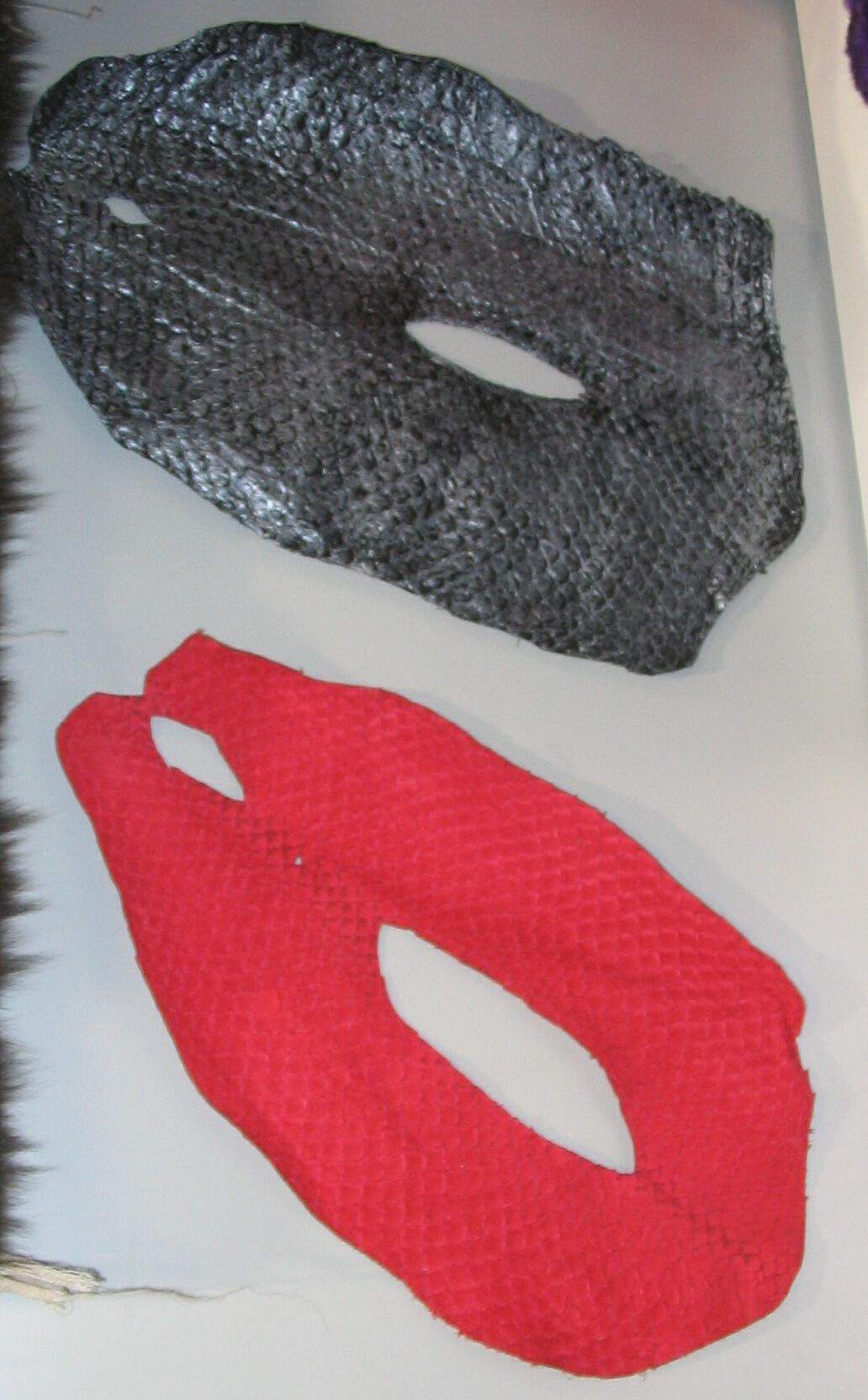
Fischhäute, gegerbt und gefärbt
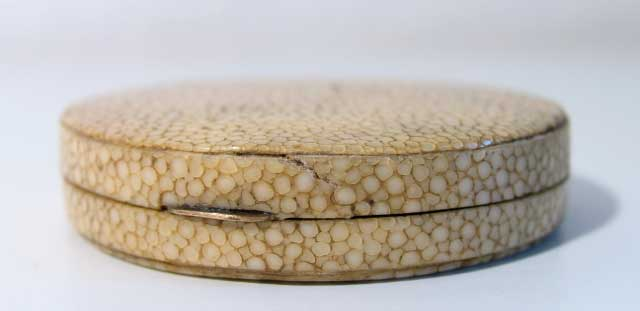
Antikes Döschen mit Rochenlederbezug

## Chemische Zusammensetzung
Die chemische Zusammensetzung des Leders hängt von dem jeweiligen Herstellungsverfahren ab. Der Anteil der eigentlichen Hautsubstanz kann dabei schwanken. Ein pflanzlich gegerbtes Leder hat einen höheren Gerbstoffgehalt und eine Hautsubstanz von 38 bis 46 Prozent, ein chromgegerbtes Leder dagegen kann bis zu 72 Prozent Hautsubstanz aufweisen. Alaun- und sämischgegerbte Leder liegen dazwischen.
Auch der Wassergehalt des Leders wird begutachtet. Leder ist hygroskopisch und daher ist der Wassergehalt immer abhängig von der umgebenden Luftfeuchtigkeit. Bei pflanzlich gegerbtem Leder liegt er bei etwa 14 Prozent, bei mineralgegerbtem Leder mit etwa 18 Prozent etwas höher. Steigt der Fettgehalt im Leder, so sinkt der Wassergehalt. Die Wassermenge im Leder ist mitbestimmend für Reißfestigkeit, Griff, Stand, Gewicht und Elastizität.
Der Fettgehalt hängt unter anderem davon ab, von welchem Tier die Haut stammt. Normalerweise liegt der natürliche Fettanteil der Haut bei etwa einem Prozent. Eine Ausnahme ist Schafleder, das bis zu 12 Prozent Naturfettgehalt aufweist. Während der Fettung beim Herstellungsprozess kann ein Fettanteil von bis zu 50 Prozent erreicht werden. Der Fettgehalt beeinflusst ebenso wie der Wassergehalt die Eigenschaften des Leders: Reißfestigkeit, Elastizität, Wasseraufnahmevermögen.
Wichtig ist auch die Menge des gebundenen Gerbstoffs. Darunter wird an die Proteine der Haut gebundener Gerbstoff in Relation zur Hautsubstanz verstanden. Pflanzlich gegerbtes Leder enthält 24 bis 32 Prozent, mineralgegerbtes 4 bis 6 Prozent und fettgegerbtes Leder 12 bis 18 Prozent gebundenen Gerbstoff. Daneben finden sich im Leder verschiedene Mineralstoffe, die dem Herstellungsprozess (Äschern, Gerben) entstammen. Normalerweise ist der Gehalt bei pflanzlich gegerbtem Leder unter zwei Prozent, der des mineralisch gegerbten zwischen sieben und neun Prozent.

## Lederschäden

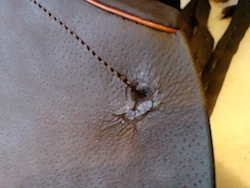
Lederschäden durch Feuchtigkeit und mechanische Belastung an einem Nagelloch in einem Sattel

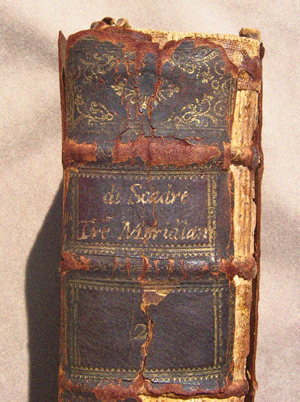
Roter Zerfall, Bruchschäden und Abrieb an einem Buchrücken

Leder besteht als gegerbte Tierhaut größtenteils aus quervernetzten Kollagenfasern. Diese Proteinfasern sollen im Zuge einer Lederpflege vor Umwelteinflüssen wie Schmutz, Nässe und Abrieb geschützt werden. Die häufigsten Zersetzungen an Ledern sind Hydrolysen, Oxidationen, Schimmelpilz, UV-Licht, Fettfraß durch Fettsäuren, Roter Zerfall (durch Schwefeldioxidbindung entsteht mit Luftfeuchtigkeit Schweflige Säure, die eine Hydrolyse des Kollagens katalysiert), Abrieb, Knick- und Dehnungsbrüche. Daneben können verschiedene Arten der Speckkäfer zu Fraßschäden führen. Manchen Lederschäden wie Oxidation und Hydrolyse kann durch eine Lederpflege vorgebeugt werden.
Ein Wasserkontakt führt aufgrund der hygroskopischen Eigenschaft zu einer starken Hydratation und einer Schwellung des Leders. Beim Trocknen schrumpft das Leder, wodurch sich die Kollagenfasern umlagern und das Leder härter wird. Daher werden Leder nach Wasserkontakt gewalkt, um ihre Geschmeidigkeit teilweise wieder herzustellen. Bei ungepflegten farbigen Ledern kann ein Wasserkontakt zu einer lokalen Diffusion des Farbstoffs führen, was zu Wasserflecken führen kann, die nur durch Nachfärben wieder entfernt werden können.

## Geschichte

### Vorgeschichte und Römisches Reich

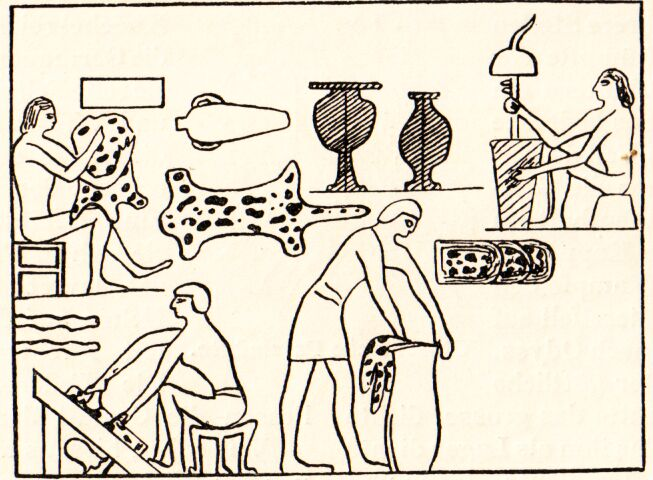
Ägypten, 3500 v. Chr.

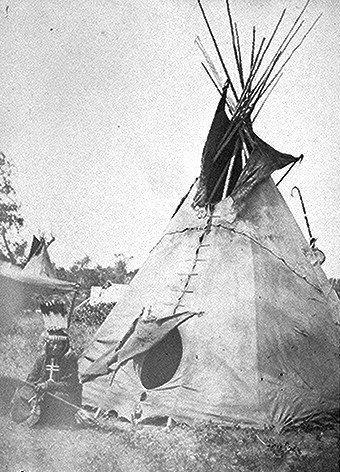
Tipi aus Büffelleder (1869)

Einen einmaligen Einblick in die Vielfältigkeit steinzeitlicher Lederbearbeitung bietet die 5300 Jahre alte Gletschermumie Ötzi. Deren Schuhe, Oberbekleidung und Mütze waren aus verschiedenen Ledern hergestellt, bei denen eine Gerbung durch Fett und Rauch festgestellt werden konnte. Noch etwas älter ist ein 2008 entdeckter Lederschuh aus Armenien. Er wurde in der Höhle Areni I (Provinz Wajoz Dsor) in kupferzeitlichen Schichten entdeckt und mit der Radiokohlenstoffdatierung zwischen 3630 und 3380 v. Chr. datiert.
Lange vor der Zeitenwende waren lederne Gegenstände in Ägypten, in Mesopotamien und bei den Israeliten in Gebrauch. Die pflanzliche Gerbung war schon im 4. Jahrtausend v. Chr. im alten Ägypten bekannt. Auf dem Sarkophag von Ti, einem reichen Ägypter, der etwa zwischen 2850 v. Chr. und 2700 v. Chr. gestorben ist, sind Szenen mit Gerbern zu erkennen.
In der Zeit des römischen Imperiums wurde viel Leder für die Herstellung der Ausrüstung der Legionäre verwendet. Die Produktion wurde vor allem in Rom durch eine Zunft der Leder- und Hautverkäufer aus Ostia geregelt. Der Lederhandel war neben anderen einer der Gründe für die punischen Kriege; Karthago war ein Zwischenhandelsplatz zwischen den Märkten Nordafrikas und denen des Mittelmeers und hatte dadurch das Monopol für den Lederhandel in Europa und im Mittelmeerraum.
Vom 3. Jahrhundert an war der Lederhandel unter römischer Aufsicht. Vermutlich waren Südfrankreich und Spanien die Produktionszentren dieser Zeit. Dieses bestätigen vor allem Funde in Botonita (Zaragoza); dort wurden größere Mengen Kalk, Schwefel und andere chemische Produkte gefunden, die vermutlich zum Gerben verwandt wurden. In den Ausgrabungen in Contrebia Belaisca wurden ebenfalls Beweise für die Existenz der Lederherstellung aus der Epoche zwischen dem 1. und dem 3. Jahrhundert v. Chr. entdeckt.

### Mittelalter bis Barock
In der zweiten Hälfte des 8. Jahrhunderts übernahm Karl der Große die römische Gesetzgebung hinsichtlich der Lederherstellung und deren Handel und belegte gleichzeitig einige Produkte mit einer Steuer. In dieser Zeit wurde Leder relativ grob verarbeitet. Es stammte meist aus einem nahen Einzugsgebiet, obwohl in Einzelfällen Leder auch importiert wurde.
Im Mittelalter war der Herstellungsprozess in Vorderasien und Nordafrika (maroquinerie) sehr viel weiter fortgeschritten als in Europa, sowohl in Bezug auf die Menge als auch hinsichtlich der Qualität. Erst im Jahr 1749 wurde die erste Saffianleder-Fabrik im Elsass installiert. Für die Mode dieser Zeit wurde oft auch Leder aus Sibirien importiert.
Die Herstellung einzelner Lederarten war in Deutschland lange Zeit bestimmten Regionen oder Städten vorbehalten. Die Geschichte der Lederwarenfertigung wird im Deutschen Ledermuseum in Offenbach dokumentiert.
- Sohlleder in alter Grubengerbung im Rheinland, besonders in Trier, Malmedy (jetzt Belgien)
- Sohlleder in Schnellgerbung in Norddeutschland, besonders in Hamburg
- Rossleder in Holstein
- Lackleder, besonders Lackkalbleder in Worms und Mainz
- Lackleder für Wagenverdecke in Mülheim an der Ruhr
- feine Wichskalbleder in Barr im Elsass
- Kipsoberleder in Backnang
- farbige Leder in Offenbach am Main, wo noch die Lederwarenmesse stattfindet, und im Taunus
- Glacéleder in Berlin, Magdeburg, Altenburg und München

### Moderne

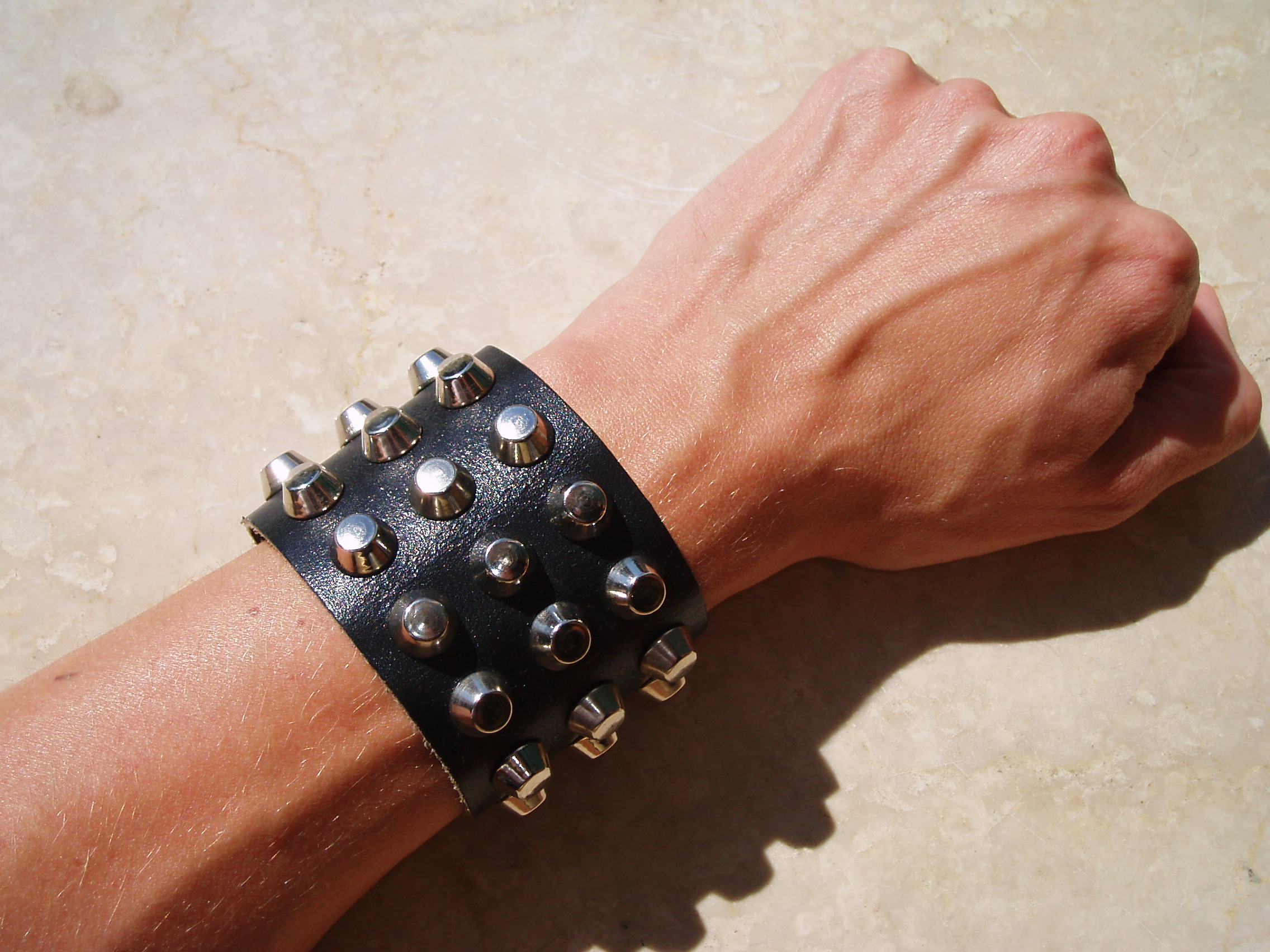
Lederarmband mit Metallapplikationen

Leder wird oft für besonders beanspruchte Kleidung verwendet. Es findet sich beispielsweise noch bei Cowboys, die es wahrscheinlich wegen seiner hohen Reißfestigkeit und der Resistenz gegen Wind und Wetter bevorzugen. Die ersten Piloten- und Motorradfahrerhelme waren aus Leder. In jüngerer Zeit werden zu Lederbekleidung auch die Heavy-Metal-Gruppen assoziiert.
Im 19. Jahrhundert finden sich in der Literatur verschiedene Hinweise auf Leder, in denen seine Verwendung im Bezug auf die menschliche Fantasie eine Rolle spielt, einschließend sexueller Ausrichtungen. So hat sich Leopold von Sacher-Masoch, von dessen Nachnamen sich der Masochismus ableitet, sehr von der erotischen Seite des Leders angezogen gefühlt. Dies zeigt er in seinen Romanen Venus im Pelz und Falsches Hermelin. Im Bereich BDSM ist die Verwendung von Lederkleidung und -accessoires auch verbreitet.
Bereits seit der Anfangszeit des Automobilbaus wird Leder für Sitzbezüge und Innenausstattungen von Fahrzeugen eingesetzt. Teil- oder Volllederausstattungen sind für gewöhnlich aufpreispflichtige Sonderausstattungen. Aufgrund der hohen Beanspruchung, wie Kälte, Wärme, Nässe und Sonneneinstrahlung bestehen hier besondere Anforderungen, insbesondere hinsichtlich der Dehnbarkeit, Abriebfestigkeit, Lichtbeständigkeit und einer geringen Brennbarkeit.

## Ausgangsmaterial

Häutemarkt nördlich der Altstadt von Fès, Marokko

Für die Herstellung von Leder kann jede tierische Haut verwendet werden. Das Ausgangsmaterial ist oft entscheidend für die Qualität. Leder stammt zum weitaus größten Teil von Rindern, Kälbern, Schafen, Ziegen und Schweinen. Sie sind ein Nebenprodukt der Lebensmittelindustrie. Insbesondere Rinderhäute lassen sich für die unterschiedlichsten Verwendungen einsetzen.
Daneben finden sich Leder aus Häuten exotischer Tiere und – eher selten – anderen Ursprungs. Vor allem die Schuh-, Handtaschenproduktion und andere Modebranchen haben exotische Quellen entdeckt. Dazu gehören Krokodile, Wild (Hirsch, Reh, Elch), Bison, Büffel, Känguru, Strauß, Fische (Aalleder) und Schlangen. Besonders Krokodilleder und Schlangenhäute waren eine Zeit lang sehr in Mode, was bei einzelnen Arten fast zur Ausrottung führte. In den 1970er Jahren wurden vor allem Strauße gezüchtet, deren Fleisch und Leder vielseitig eingesetzt werden konnte. Straußenleder gilt als sehr fein und sehr haltbar, es wird immer noch zu modischen Artikeln verarbeitet. Känguruleder wird oft für Motorradhandschuhe verwendet, für die es aufgrund seiner Stärke und Dehnungsfähigkeit eher geeignet ist als Kuh- oder Rindsleder.
Die Haut von Hunden und Katzen wurde zu Leder verarbeitet. Hundeleder wurde im Mittelalter bis zur Moderne im Bereich des Buchdrucks und anderer Drucktechniken angewendet, bei denen der Auftrag von Druckerschwärze auf den Druckstock mit einem Ledertampon erfolgte. Da der Hund ein porenfreies Leder hat – seine Haut ist nicht von Schweißdrüsen durchsetzt –, wurde vor allem Hundeleder dafür benutzt. Noch Anfang des 20. Jahrhunderts war es für bestimmte Artikel, wie beispielsweise Handschuhe, sehr begehrt.
Einige Fundstücke aus dem 11. Jahrhundert zeigen, dass Katzenfell von den Wikingern getragen und im Mittelalter in Europa gehandelt wurde. Zu dieser Zeit und noch vor etwa hundert Jahren schätzten insbesondere französische und englische Kürschner Katzenleder als besonders geschmeidiges Material für Handschuhe. Hunde- und Katzenfelle unterliegen in Europa inzwischen einem Handelsverbot.
Es gibt sogar wenige Beispiele für die Verwendung menschlicher Haut für Bucheinbände (Anthropodermic bibliopegy).

## Herstellung

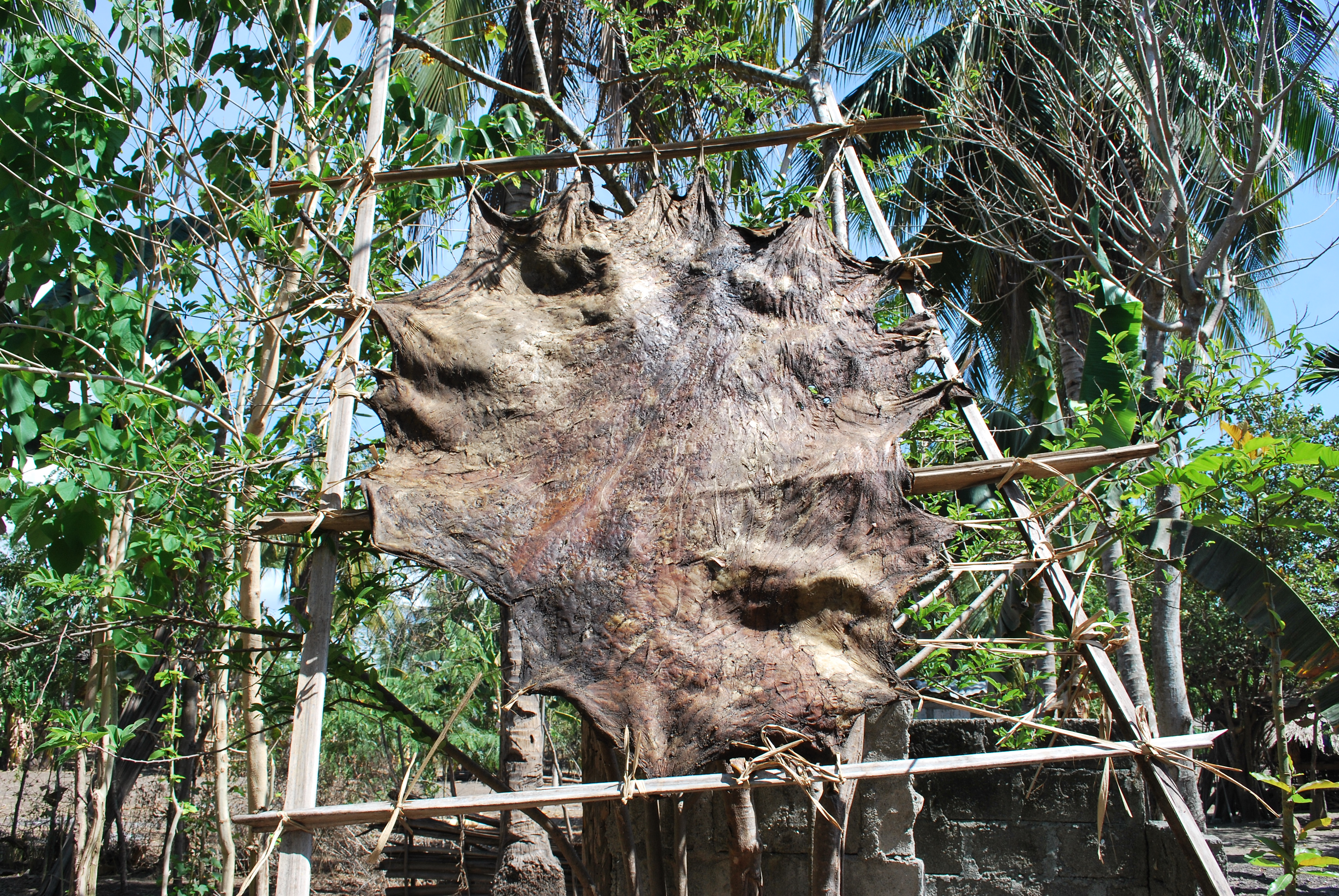
Zur Trocknung aufgehängte Tierhaut in Osttimor

In der Gerberei wird aus verderblichen, den natürlichen Abbauprozessen ausgesetzten Häuten ein dauerhafteres Produkt geschaffen. Die Häute werden zunächst in Salz oder durch Trocknen konserviert. In verschiedenen Prozessen der Wasserwerkstatt wie der Weiche, dem Enthaaren (Äschern) und Entfleischen (mechanische Entfernung des Unterhautbindegewebes), dem Entkälken und der enzymatischen Beize, wird die Haut auf die eigentliche Gerbung vorbereitet. Von den gewünschten Ledereigenschaften werden diese Arbeitsschritte schon wesentlich beeinflusst. Bei der eigentlichen Gerbung wird die bis dahin rohe Haut in Leder umgewandelt. In der Gerberei können verschiedene Rohstoffe eingesetzt werden.
Bei der pflanzlichen Gerberei (vegetabile Gerbung, Lohgerberei) werden Gerbstoffe in Eichen- oder Fichtenrinden, Auszüge aus Quebracho-, Kastanien- oder Eichenholz, Mimosa-, Sumach- und andere Holz- oder Rindengerbstoffe verwendet („Gerberlohe“). 
Bei der Mineralgerbung werden Chromsalze, Aluminiumsalze Alaun (Weißgerbung) und Zirkonsalze benutzt. Neben den mineralischen und pflanzlichen Gerbstoffen werden synthetisch hergestellte Gerbstoffe (Syntane), Aldehyde (Glutardialdehyd, Formaldehyd) und Fettgerbstoffe (Trane) zur Gerbung verwendet. Erfolgte das Gerben früher hauptsächlich in gemauerten Gruben mit wenig Bewegung, werden diese Prozesse heute in drehbaren Fässern aus Holz, Edelstahl oder Kunststoff durchgeführt. Der Aufbau ist ähnlich wie bei einer Waschmaschinentrommel, aber mit einem Fassungsvermögen von mehreren Kubikmetern.
Bei unsachgemäßer Durchführung können im Zuge der häufig industriellen Chromsalzgerbung giftige Abfallprodukte anfallen und auch im Leder selbst sich krebserregende Rückstände bilden. An kostengünstigen pflanzlichen Alternativen wird geforscht. So wird inzwischen ein in Deutschland patentierter und auf Olivenblättern basierender Gerbstoff im kleinen Umfang eingesetzt.

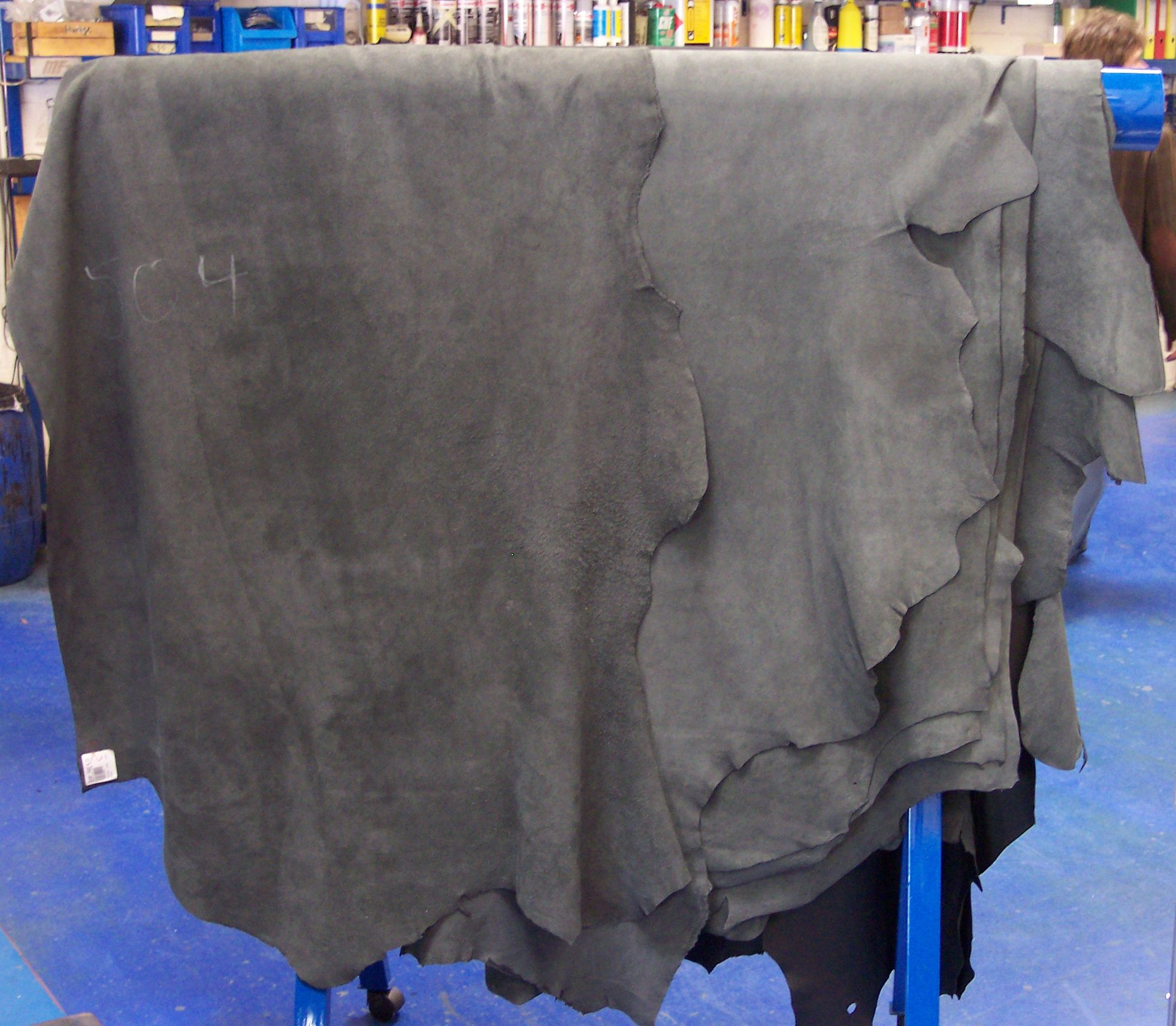
Lederfelle

Die Haut hat nach dem Gerben eine raue und eine glattere Seite. Die raue wird als Fleischseite (Aasseite) bezeichnet, da sie ursprünglich dem Fleisch zugewandt war. Die glatte wird als der Narben bezeichnet und weist die jeweilige arttypische Oberflächenstruktur auf. Diese Narbenseite kann in verschiedenen Verfahren ihrem Verwendungszweck angepasst werden. Dabei kommen chemische und mechanische Prozesse in Frage.
Die Eskimos stellten ihr Leder auf eine besondere Weise her. Die Häute wurden gewalkt und dann mit den Zähnen gekaut, bis sie vollkommen geschmeidig und weich geworden waren.
Alle Gerbungen funktionieren nach der sogenannten Goldenen Gerberregel, die besagt: Kleinteilig oder mit wenig Bindungsneigung eines Gerbstoffes zur Hautsubstanz (Kollagen) beginnen/angerben. Großteilig oder mit hoher Bindungsneigung eines Gerbstoffes zur Hautsubstanz zu Ende führen/ausgerben. Dies geschieht, um eine Verstopfung der Eindringungswege der Wirkstoffe zu vermeiden und die Ausbreitung nachfolgender Gerbstoffe zu ermöglichen.

### Wet Blue/Wet White
Als Wet Blue wird ein feuchtes chromgegerbtes Leder während des Verarbeitungsprozesses bezeichnet. Es ist in diesem Zustand bereits gegerbt; es fehlen noch die Neutralisation, Nachgerbung, Färbung, Fettung und Zurichtung. Der blau-grüne Farbton wird vom Chrom erzeugt. Mit synthetischen Stoffen gegerbtes Leder wird in dieser Phase Wet White genannt.
Crust/Borke
Crust- oder Borkeleder wird getrocknetes Wet Blue beziehungsweise Wet White Leder genannt, das noch keine Farbe oder Zurichtung erhalten hat.

### Dicke des Leders
Leder kann vor und nach dem Gerben gespalten werden (Spaltleder). Der Narbenspalt ist allgemein der wertvollere Teil der Haut. Der Fleischspalt hat zwei raue Seiten und wird zu Veloursleder verarbeitet oder mit einer Beschichtung (Zurichtung, Zurichtmittel) als Ersatz für Narbenleder verwendet. Nicht gespaltenes Leder wird auch Vollleder genannt.
Die genaue Dickenregulierung erfolgt nach der Gerbung durch „Falzen“. Dabei werden durch rotierende Messerwalzen Falzspäne vom Leder abgetragen.

### Nachgerbung, Färbung, Fettung

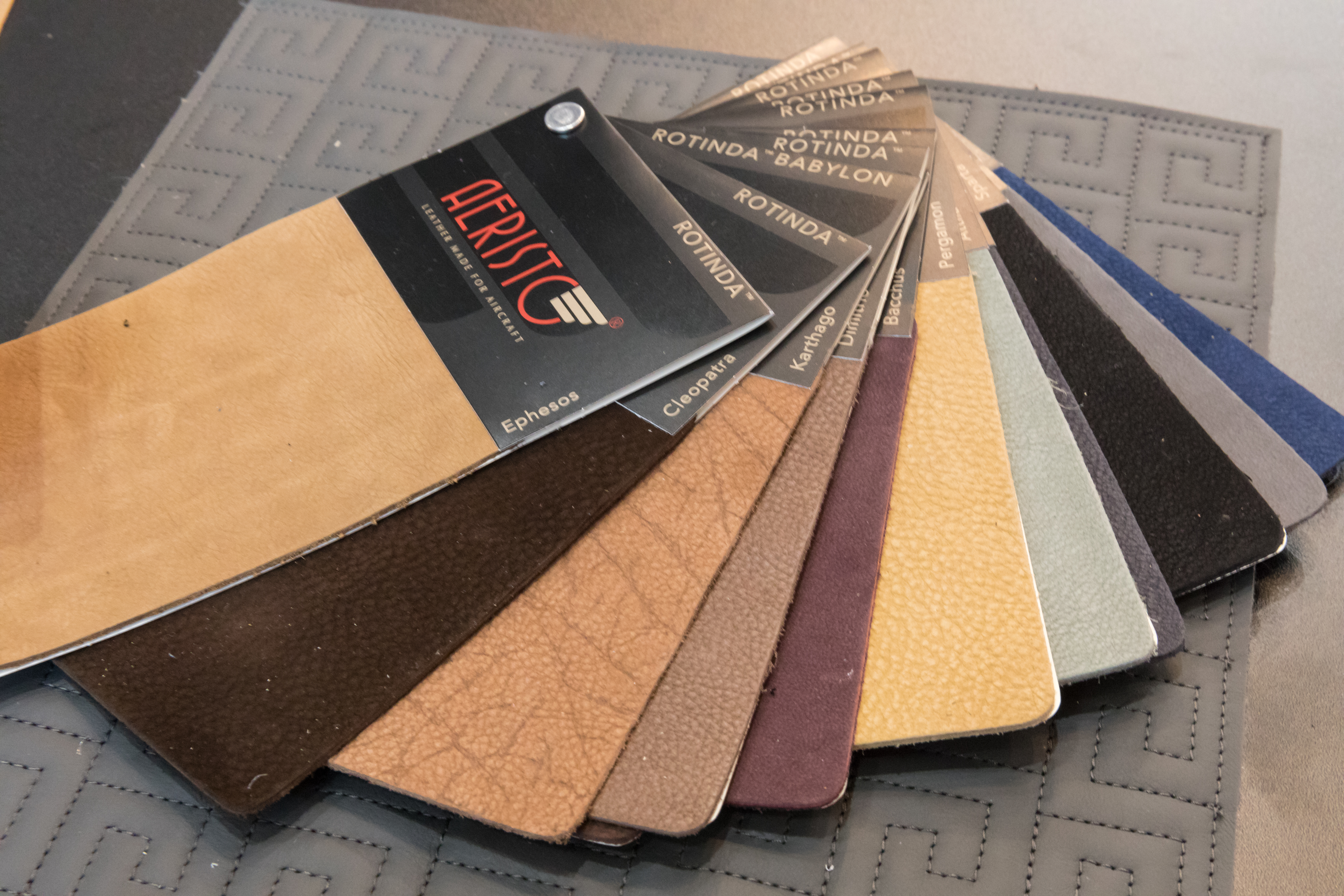
Verschiedenfarbige Ledermuster

Grundlegende Ledereigenschaften wie Weichheit oder Fülle entstehen durch die Arbeiten der Wasserwerkstatt und durch die Gerbung. Die Nachbehandlung mit Gerbstoffen (Nachgerbung), Farbstoffen und Fettungsmitteln legt die Eigenschaften für den speziellen Verwendungszweck des fertigen Leders fest. Insbesondere bei der Mineralgerbung bestimmen diese Arbeitsschritte die späteren Ledereigenschaften, dies sind vor allem Weichheit, Dehnbarkeit, Fülle, Wasseraufnahme und Färbbarkeit.
Die natürliche Farbe des Leders hängt vom Gerbmittel ab. In der Lohgerberei werden gelbliche und rötlich-bräunliche Töne, in der Sumachgerbung gelbliche, grünliche und bräunliche, in der Weißgerberei weißes, in der Chromgerbung blaugrünes bis graues und mit Fettgerbstoffen gelbliches Leder erhalten. Zudem wird Leder oft gefärbt. Das Färben war bereits den Ägyptern bekannt, wo das Leder noch kostspielig mit Purpurschnecken gefärbt wurde. Bis etwa 1860 war der Färber auf Naturrohstoffe angewiesen. Dabei spielten Farbhölzer, Wurzelextrakte sowie Pflanzensäfte eine große Rolle. Auch Substanzen von Tieren und Flechten waren zum Lederfärben geeignet. Es werden viele verschiedene Färbesubstanzen eingesetzt, beispielsweise aus den Gruppen der Azofarbstoffe, Triphenylmethanfarbstoffe, Anilinfarbstoffe oder Sulfinfarbstoffe. Entsprechend ihrer Färbungsart wird zwischen sauren, substantiven und basischen Entwicklungsfarbstoffen unterschieden.
Die Färbung erfolgt hauptsächlich in der Flotte in Walkfässern, kann aber auch durch Spritzen, Bürsten oder auf Walzenauftragsmaschinen durchgeführt werden. Gefärbtes Leder ist entweder durchgefärbt oder oberflächengefärbt. Die verwendeten Farbstoffe gehen eine chemische Bindung mit dem Leder ein und beeinträchtigen nicht den natürlichen Oberflächencharakter. Erhalten diese Leder keine oder nur eine geringe Beschichtung (Trockenzurichtung), werden sie mitunter als „Rein-Anilinleder“ bezeichnet. Komplett anilingefärbtes Leder hat auf der Ober- und der Unterseite die gleiche Farbe, Kratzer oder Abnutzung fallen dadurch weniger auf. Stärker beschichtetes Leder wird als „Semianilin“, oder wenn die Beschichtung mit deckenden Pigmenten versetzt ist, als gedecktes Leder bezeichnet. Diese Deckung lässt die natürliche Narbung verschwinden und dient auch zum Kaschieren von ehemaligen Verletzungen des Tieres oder ungenügender Weiterverarbeitung.

### Oberflächenbehandlung

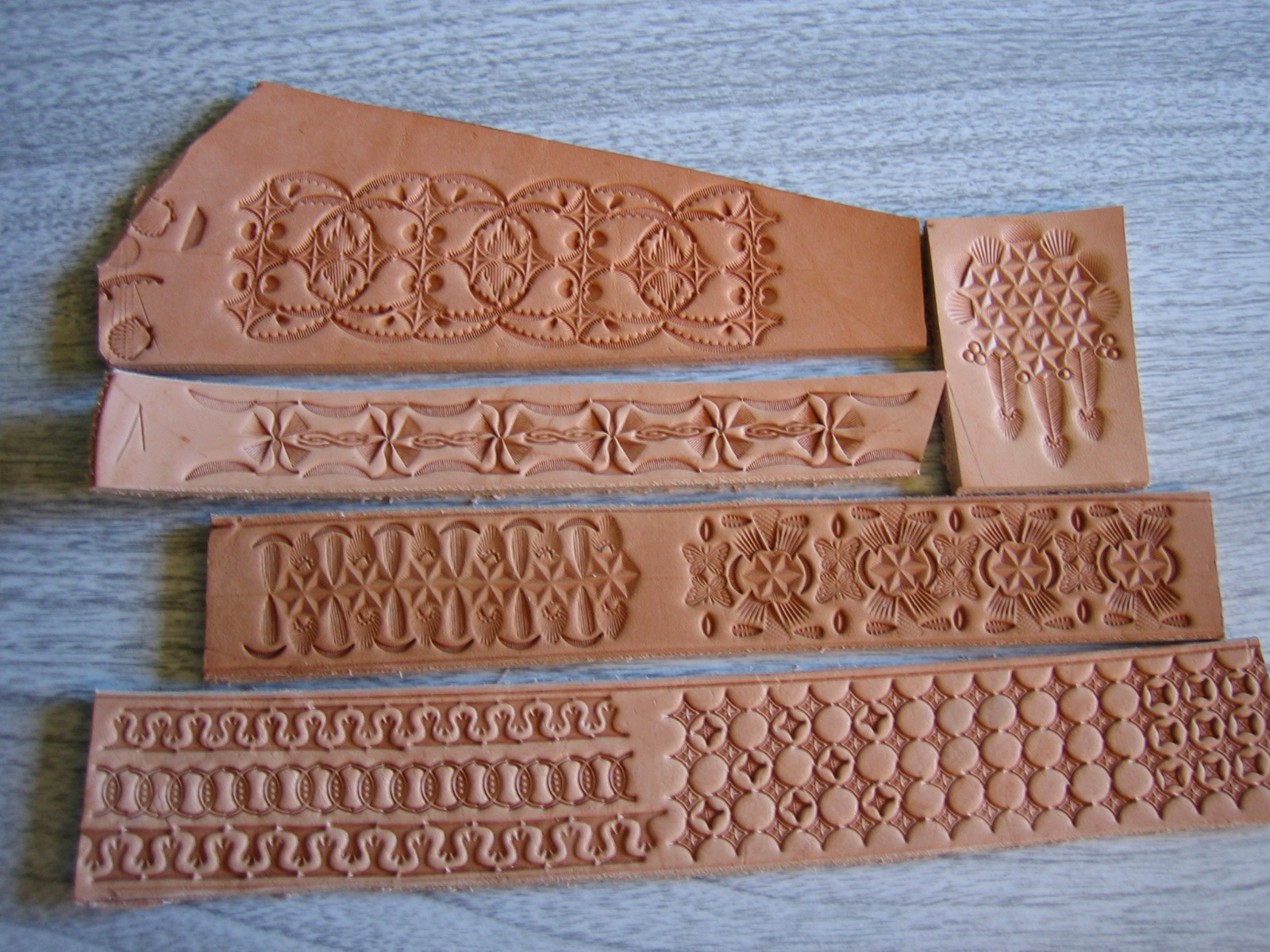
Beispiele für dekorative Lederprägung

Durch die Oberflächenbehandlung der Narbenseite kann Leder bestimmte Effekte erhalten. Es kann glänzend oder matt werden. Auch die Widerstandsfähigkeit der Oberfläche kann wesentlich verbessert werden. Die Behandlung erfolgt hauptsächlich mit umweltfreundlichen, wasserverdünnbaren Bindemitteln, Pigmenten und Additiven. Der Auftrag erfolgt in mehreren Schichten durch Spritzen, Gießen oder über Walzenauftragsmaschinen (Rollercoaster). Die Schichten werden durch Bügeln, Polieren oder Glanzstoßen geglättet und fest auf dem Leder verankert. Durch Krispeln, Prägen, Perforieren oder Chagrinieren kann dem Leder eine künstliche Oberflächenstruktur verliehen werden. Lackleder, bei dem ein Öllack, ein Kaltlack oder ein Folienlack auf die Lederoberfläche aufgetragen wird, gehört mit zu den Veredelungen der Lederoberfläche. Wird die Fleischseite geschliffen und als sichtbare Oberfläche verwendet ist es Veloursleder. Bei Nubukleder wird die Narbenseite mit feinem Schleifpapier angeschliffen.

### Lederdekoration
Leder in seinen vielschichtigen Anwendungsbereichen kann nach der Verarbeitung vielfältig dekoriert und geschmückt werden. Leder kann bemalt, neu eingefärbt werden. Mit heißen Stempeln kann ein Muster im Blinddruck (Gaufrage) oder in Gold oder anderen Farben aufgebracht werden. Bei den Ägyptern waren Verzierungstechniken wie Ausschneiden, Ritzen, Unterlegen, Flechten, Schneiden, Punzen, Sticken und andere Applikationen gebräuchlich. In der Buchbinderei wird die Technik des Lederschnitts verwendet. Leder kann durch Pressen und durch Druck reliefartig geformt werden.

## Verwendung
Leder und Pelz gehören zu den ältesten von der Menschheit verwendeten Materialien, zusammen mit Holz, Stein und Wolle. Neben Schuhen und Lederbekleidung werden Erzeugnisse aus Leder als Lederwaren oder Portefeuilles bezeichnet. In der Geschichte wurde Leder auch für Waffen und Geräte verwendet. Verschiedene Holzgegenstände wurden mit Leder überzogen, wie Truhen und kleinere Kästen. Würfelbecher bestanden meist aus Leder, ebenso wie die ersten Eimer. Die nordamerikanischen Indianer verwendeten Leder für die Bekleidung, für Riemen aller Art oder als Zelt (Tipi), aber auch als Beschreibstoff (siehe unten).
Pergament ist eine bearbeitete, aber ungegerbte und unter Spannung getrocknete Tierhaut, die seit dem Altertum als Beschreibstoff verwendet worden ist. Es ist damit ein Vorläufer des Papiers. Lange vor der Erfindung des Pergaments wurde Leder in Form von Schriftrollen als Beschreibstoff benutzt. Nordamerikanische Indianerstämme verwendeten gegerbte Büffel- oder Hirschfelle als Beschreibstoff für Ideographische Bilderschriften, wie das Kekinowin der Ojibwa-Indianer, die zur großen Algonkin-Sprachfamilie gehören. In der Buchbinderei diente einfaches Leder, neben der zu Pergament veredelten Tierhaut, von Anfang an als Material für Einbände und Einbandgestaltung. Der Buchbinder überzieht außerdem damit Kästen, Schuber, Etuis und Futterale. Leder wurde auch als Tapete (historisch auch Goldledertapeten) zur Wandgestaltung verwendet.
Leder wird nach der Fläche des Fells gehandelt. Die übliche Maßeinheit sind Quadratmeter, die Einheit Quadratfuß wird noch verwendet. Ein Quadratfuß Leder sind 929 Quadratzentimeter.

### Schuhe, Bekleidung und Accessoires

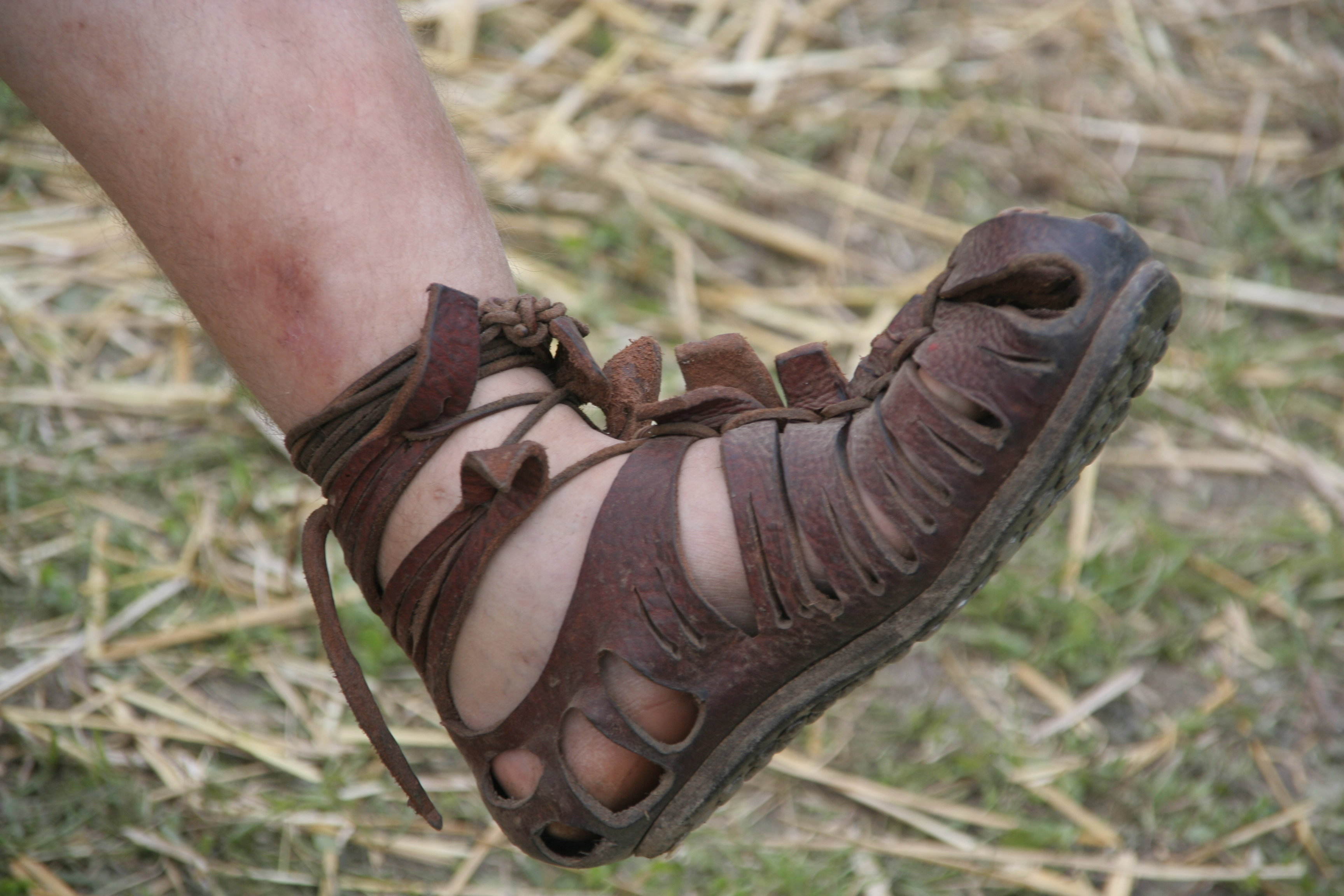
Nachbildung römischer Militärsandalen, genannt Caligae

Der überwiegende Teil des weltweit produzierten Leders wird für Schuhe verwendet. Für die Herstellung eines Schuhs sind verschiedene Lederarten mit unterschiedlichen Eigenschaften erforderlich, je nach Bauart des Schuhs sehr festes, verschleißfestes Sohlenleder, schweißbeständiges Brandsohlenleder, gut hautverträgliches Futterleder, festes, aber prägbares Rahmenleder und Leder für das Schuhoberteil, das als Oberleder bezeichnet wird und je nach Schuhart unterschiedliche Eigenschaften aufweist. Typische Lederarten für Oberleder sind: Kalbbox (Boxcalf), Rindbox, Chevraux (Ziegenleder), Hunting (Veloursleder aus Vollrind oder Kalb), Waterproof, Schuh- und Stiefelnappa. Teilweise finden (überwiegend für Schuhe des Luxus-Segments) auch exotische Lederarten für das Obermaterial Verwendung, beispielsweise Reptilleder für Westernstiefel.
Bei der Herstellung von Kleidung wird Leder vor allem in drei Bereichen genutzt: Erstens im Sektor Mode und Alltagsbekleidung, daneben gibt es den Bereich der Schutz-, Berufs- und Funktionskleidung aus Leder und schließlich Kleidung, die in den BDSM- und Fetisch-Szenen (siehe beispielsweise Lederszene) Verwendung findet. Im Bereich von Kleidermode und Alltagskleidung haben sich insbesondere Lederjacken etabliert. Aber auch Lederhosen sind Bestandteil der Alltagskleidung geworden, in den 1950er Jahren bekamen sie eine Zeit lang den Status aufmüpfiger Jugendbekleidung. Vor allem in Bayern und Österreich ist die spezifische Lederhose ein wesentlicher Bestandteil traditioneller Trachten. Lederhosen im Jeans-Schnitt oder im Schnitt klassischer Anzughosen waren in der Mode der 1980er Jahre angesagt. Lederhosen in Jeans-Schnitten, zum Teil mit Schnürungen sind in der Biker- und Heavy-Metal-Szene üblich. Im Bereich Funktions- und Berufskleidung sind Jacken wie Fliegerjacken und Motorradkleidung, aber auch Schürzen oder Helme zu nennen. Es lässt sich nahezu jedes Kleidungsstück auch aus Leder herstellen (Jacken, Hosen, Mäntel, Handschuhe oder Hüte).

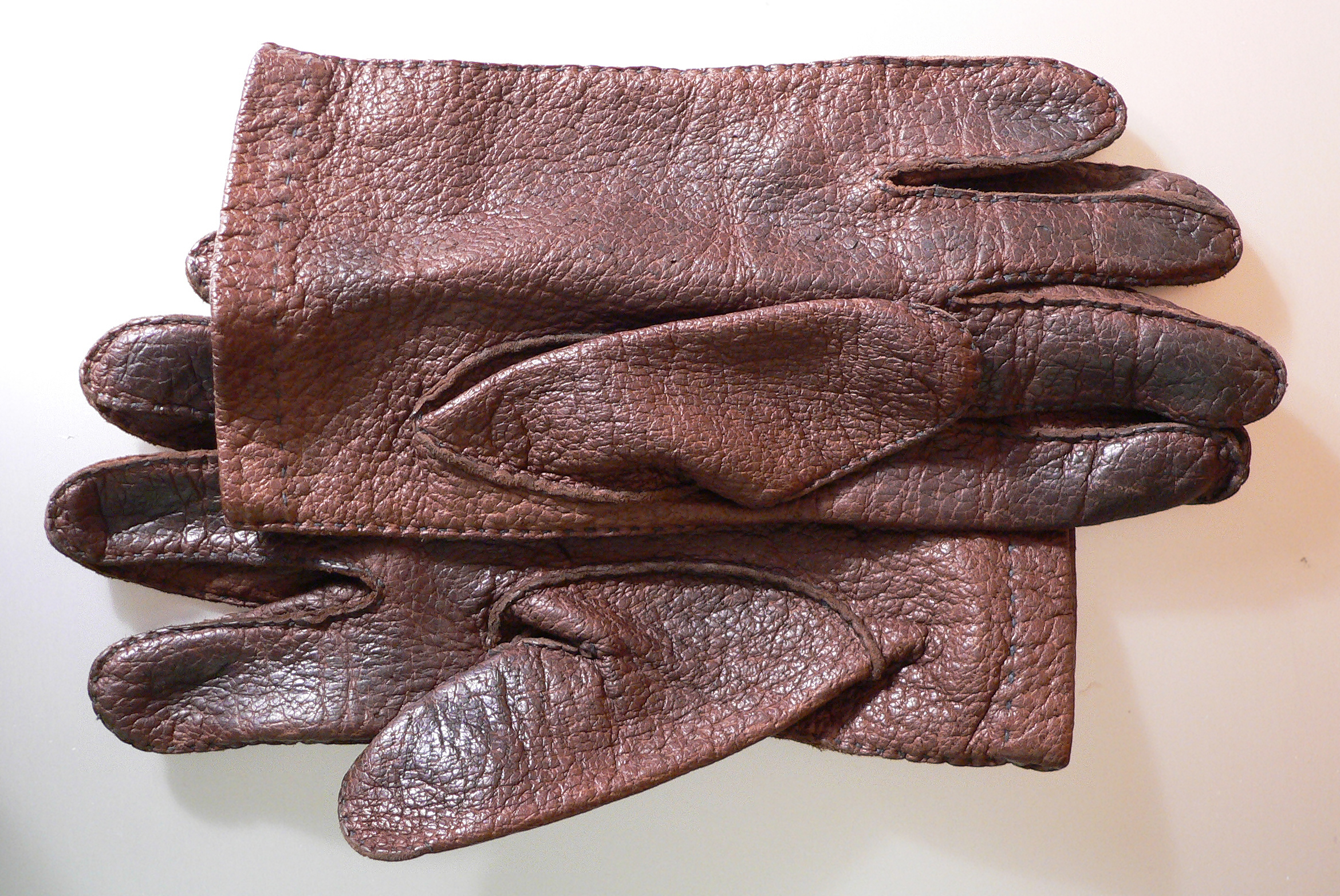
Handschuhe aus Leder

Weit verbreitete Accessoires aus Leder können sein: Taschen, Handtaschen, Geldbörsen (siehe auch Geldkatze) oder Portemonnaies, Koffer, Kästen, Schmuckkästen, Etuis, Gürtel und Hüte. Leder wird in Form von Lederschnüren als Schmuckkette mit Anhänger, als Lederarmreif oder als Haarschmuck angeboten.

### Sonstige Lederprodukte

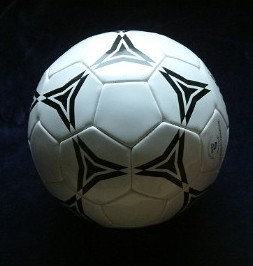
Lederfußball (Tango Durlast)

Bei der Produktion von Möbeln und in der Innenraumgestaltung bzw. Raumausstattung wird Leder vor allem als Bezug für Sitz- und Polstermöbel verwendet, wie für Ledersofas und Ledersessel. Teilweise – aber seltener – als Verkleidung oder Bespannung von Wänden oder anderen Möbeln (Schränke, Schreibtische etc.)
Analog dazu findet sich das Material in der Innenraumgestaltung von Autos und anderen Fahrzeugen. Hier können wieder vorrangig Ledersitze, aber auch Lenkrad- und Cockpitverkleidungen sowie die Verkleidung anderer Innenflächen in Autos, Bahnen und anderen Verkehrsmitteln mit geschlossenem Fahrgastraum genannt werden. Die Verwendung und Nachrüstung mit Leder als Innenraummaterial oder für Ledersitze gilt als hochwertiges Ausstattungsmerkmal (siehe dazu: Fahrzeugtuning). Beim Fahrrad kann die Sitzfläche des Sattels mit Leder bezogen sein oder vollständig aus Leder bestehen.

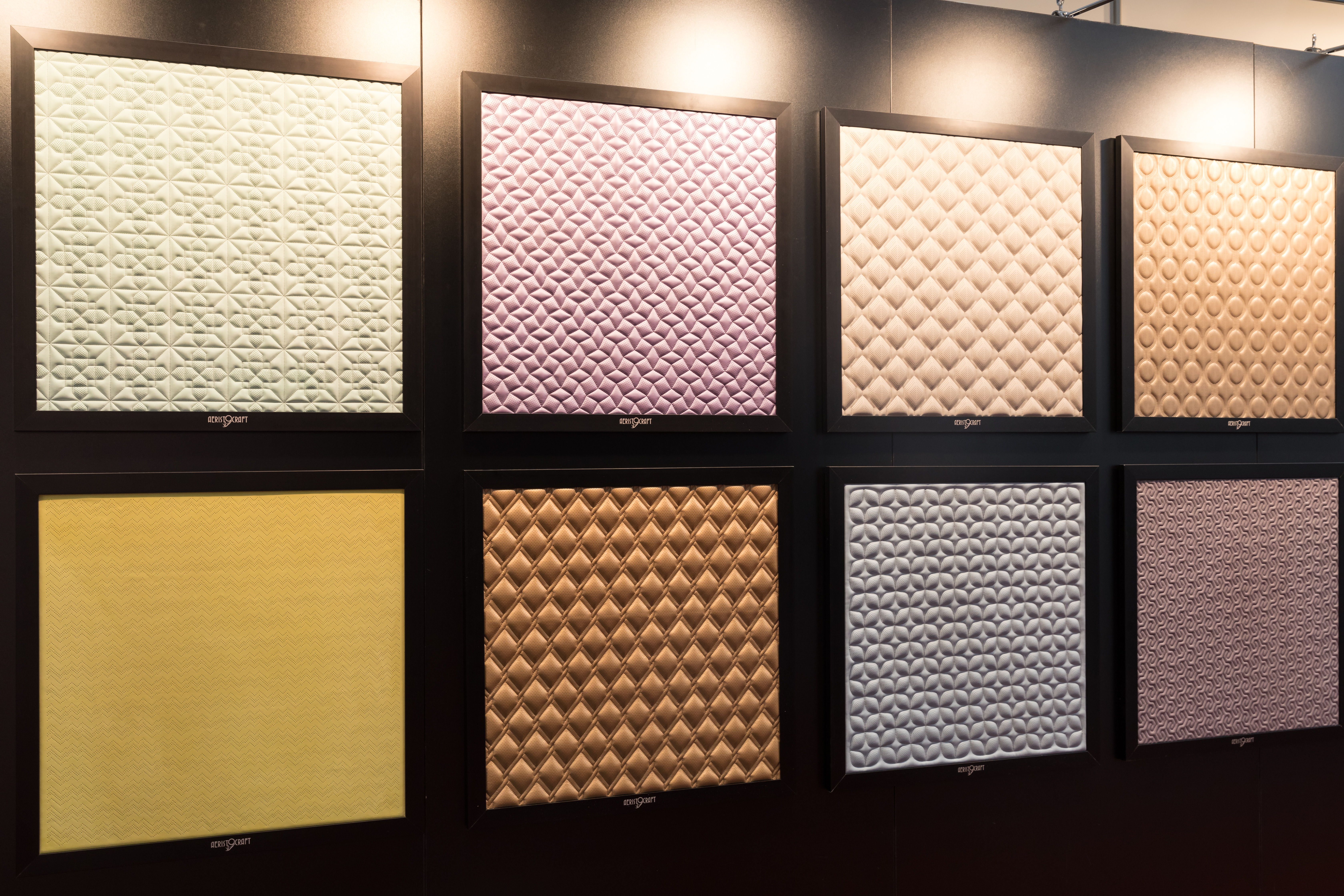
Perforiertes und gestepptes Leder für die Innenausstattung von Flugzeugen

Im Sportbereich wird Leder vor allem für Überzüge von Bällen (Fußball, Handball, Medizinball) oder Sportgeräten (Böcke) eingesetzt, zusätzlich für Sportgeräte wie den Boxsack, Boxhandschuhe, Knieschoner und Sportbekleidung sowie Sportschuhe. Geradezu stellvertretend für den Ausdruck „Ball“ wird „das Leder“ gebraucht.
Schon früh wurde Leder für Transmissionsriemen, Treibriemen und Ähnliches verwendet. Auch der Blasebalg wurde teilweise aus Leder hergestellt. Vor der Verwendung von Kunststoffen wurde Leder zur Isolierung von elektrischen Kabeln eingesetzt. Auch als Dichtung, als Putz-, Wasch- und Filtrierleder wird Leder verwendet. Ein historisches Beispiel für die Verwendung von Lederriemen ist das Bandalier (Oberkörpergürtel).
Im Musikinstrumentenbau kommt Leder in besonderen Fällen zum Einsatz. So verwendet der Orgelbauer Leder bei festen wie beweglichen Teilen als Dichtung, im Klavierbau wird Leder in den Anschlagsmechaniken verwendet. Die Polster in den Klappen von Blasinstrumenten waren früher und sind teilweise noch aus Leder.

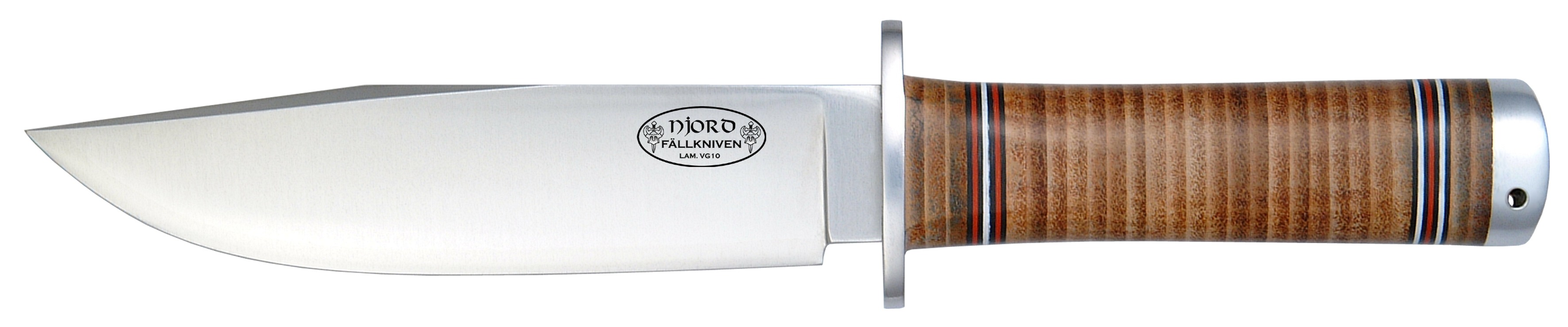
Messergriff aus Lederscheiben

Leder ist der überwiegende Bestandteil von Sätteln und Geschirren für Pferde und Ochsen in Reitsport und Landwirtschaft. Aber nicht nur für Arbeitstiere werden Lederriemen verwendet, sondern auch für Hundehalsbänder oder Hundeleinen. Peitschenschläge werden meistens aus Lederschnüren hergestellt.

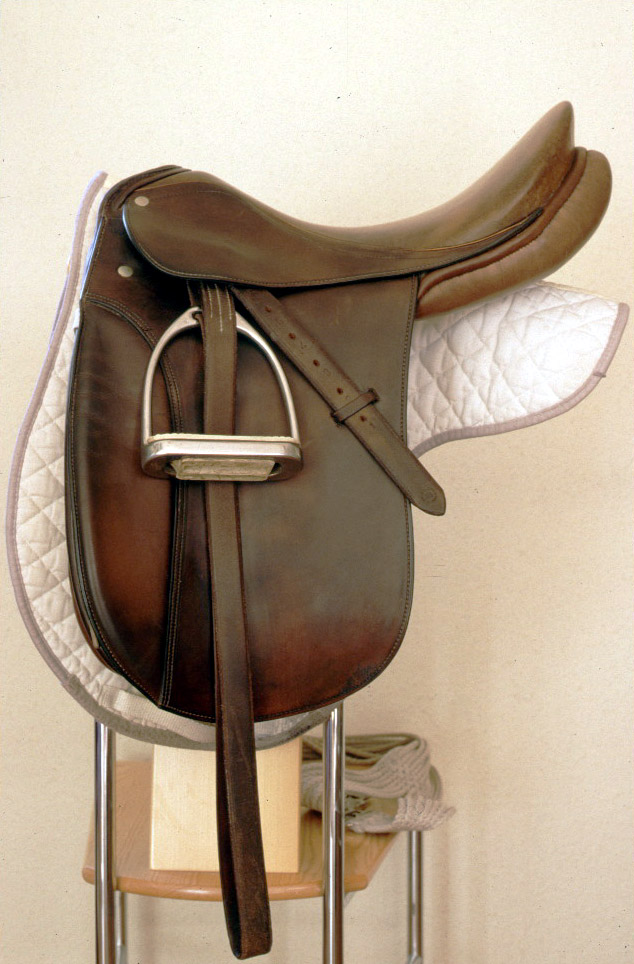
Reitsattel

Die römischen Soldaten trugen teilweise unter dem Schienenpanzer oder Kettenhemd eine Art Polsterweste aus Leder, die an Schultern und Unterkante mit Lederstreifen verziert war. Die Militärstiefel der römischen Armee wurden für Hüllen verwendet, die während des Marsches über die Schilde gezogen wurden, um diese vor Feuchtigkeit und Beschädigungen zu schützen. Leder wurde für die Pfeil-Köcher der Bogenschützen gebraucht, für Pistolen-Holster oder Scheiden für Messer.

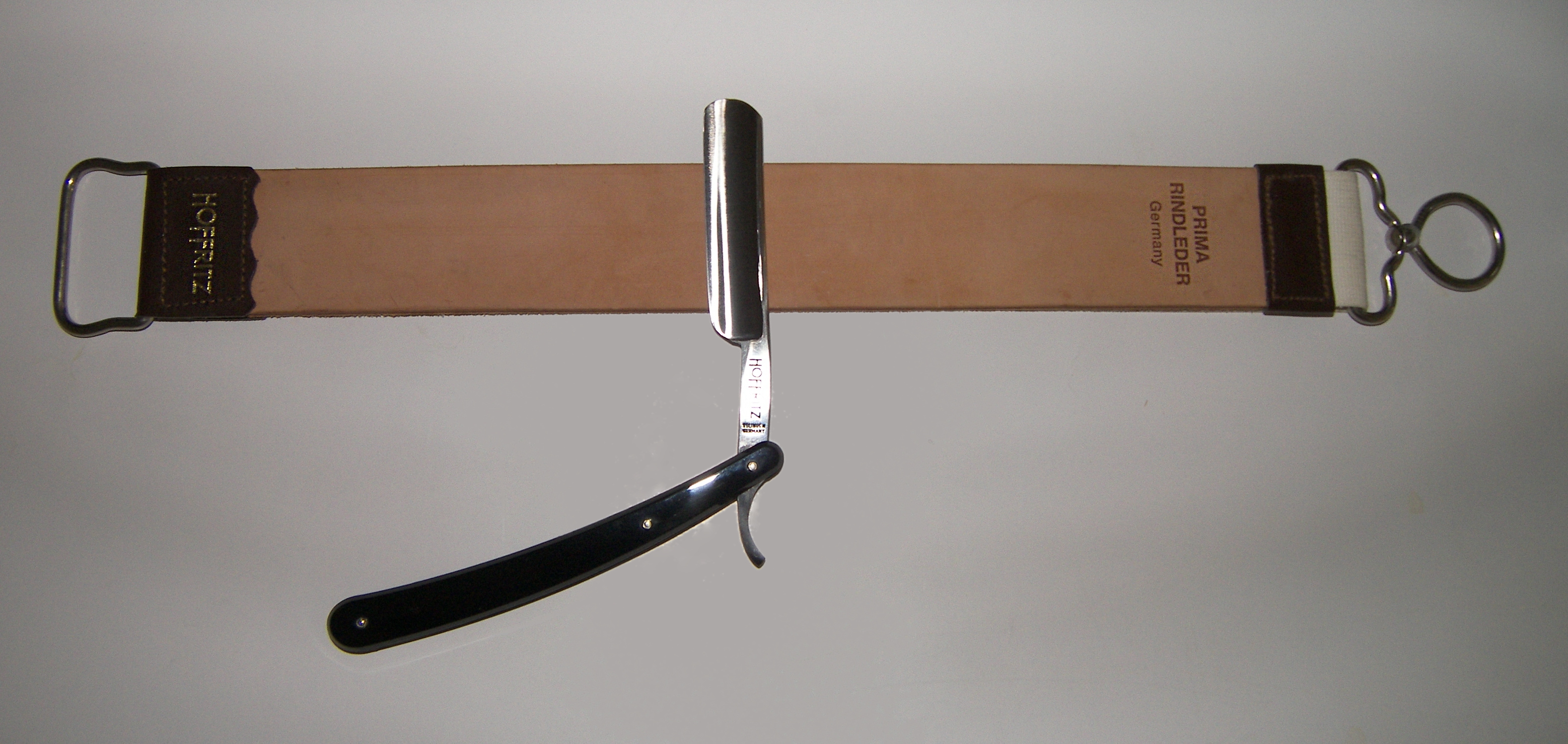
Abziehriemen und Rasiermesser

In Berufen, die mit Klingen schneiden, wurden oder werden mitunter noch kräftige Rinds-Glattlederstreifen zum zwischenzeitlichen Glätten der Schneide verwendet, entweder als in der Hand zu haltendes Werkzeug (Barbier, Friseur) oder auf der Arbeitsplatte befestigt (Kürschner).

### Kulturelle Bedeutung
Siehe Lederszene. Darüber hinaus hat Leder Bedeutung und Verwendung in der Fetischszene und im BDSM. Ledersitze, beispielsweise in Personenkraftwagen, konnotieren oft Sportlichkeit und Luxus.

## Materialbezogene Berufe
Es gibt zahlreiche lederverarbeitende Handwerksberufe, wie den Täschner oder österreichisch Taschner, Feintäschner, Gerber, Punzer, Buchbinder, Kürschner, Riemer, Sattler, Schuster, Orthopädiemechaniker oder Schuhmacher. Im Mittelalter waren Lederberufe in Zünften organisiert, wie Lederer, sowie Weiß- und Rotgerber und Corduanmacher. Weitere eher historische Berufsbezeichnungen sind: Beutler, Futteralmacher und Pergamenter. Ein relativ neuer Beruf, der sich auch mit Leder beschäftigt, ist der Restaurator, insbesondere der Buchrestaurator und der Restaurator archäologischer Funde.

## Lederbezeichnungen

### Nach Herstellung

#### Gerbverfahren
- Alaungegerbtes Leder wurde mit Aluminiumsalzen gegerbt (Weißgerberei).
- Pflanzlich gegerbtes Leder wird für die Herstellung von hochwertigen Sohlenledern durchgeführt. Sie ist eine reine Vegetabilgerbung und es dürfen nur gemahlene Gerbmittel (Rinden, Blätter, Hölzer und Früchte) und keine Gerbextrakte verwendet werden. Die Gerbdauer beträgt bis zu zwölf Monate.

- Juchtenleder ist russischen Ursprungs. Mit jufte („Paar“) wird die Herstellungstechnik beschrieben. Für die Gerbung wurden immer zwei Häute des sibirischen Steppenrinds zusammengeheftet, mit Weidenrinde pflanzlich gegerbt und mit Birkenteeröl imprägniert und rötlich gefärbt. Es ist geschmeidig und haltbar.

- Chromleder wurde 1858 erfunden und wird mit dreiwertigen Chromsalzen gegerbt.
- Sämischleder ist eine Ledersorte, welche nur mittels Fett (ursp. Waltran) gegerbt wird. Als Rohmaterial wurden Häute von Gämsen, Rehen, Hirschen, Rentieren, Ziegen, Schafen, Kälbern und Rindern verwendet. Es wird überwiegend als Waschleder und Fensterleder eingesetzt.
- Schrumpfleder zeigt eine stark strukturierte Narbenschicht. Die Struktur entsteht durch eine spezielle Gerbung und ist wesentlich beständiger als bei geprägten Ledern. Es wird für Schuhe, Taschen und Koffer verwendet.

#### Verwendeter Teil der Rohhaut

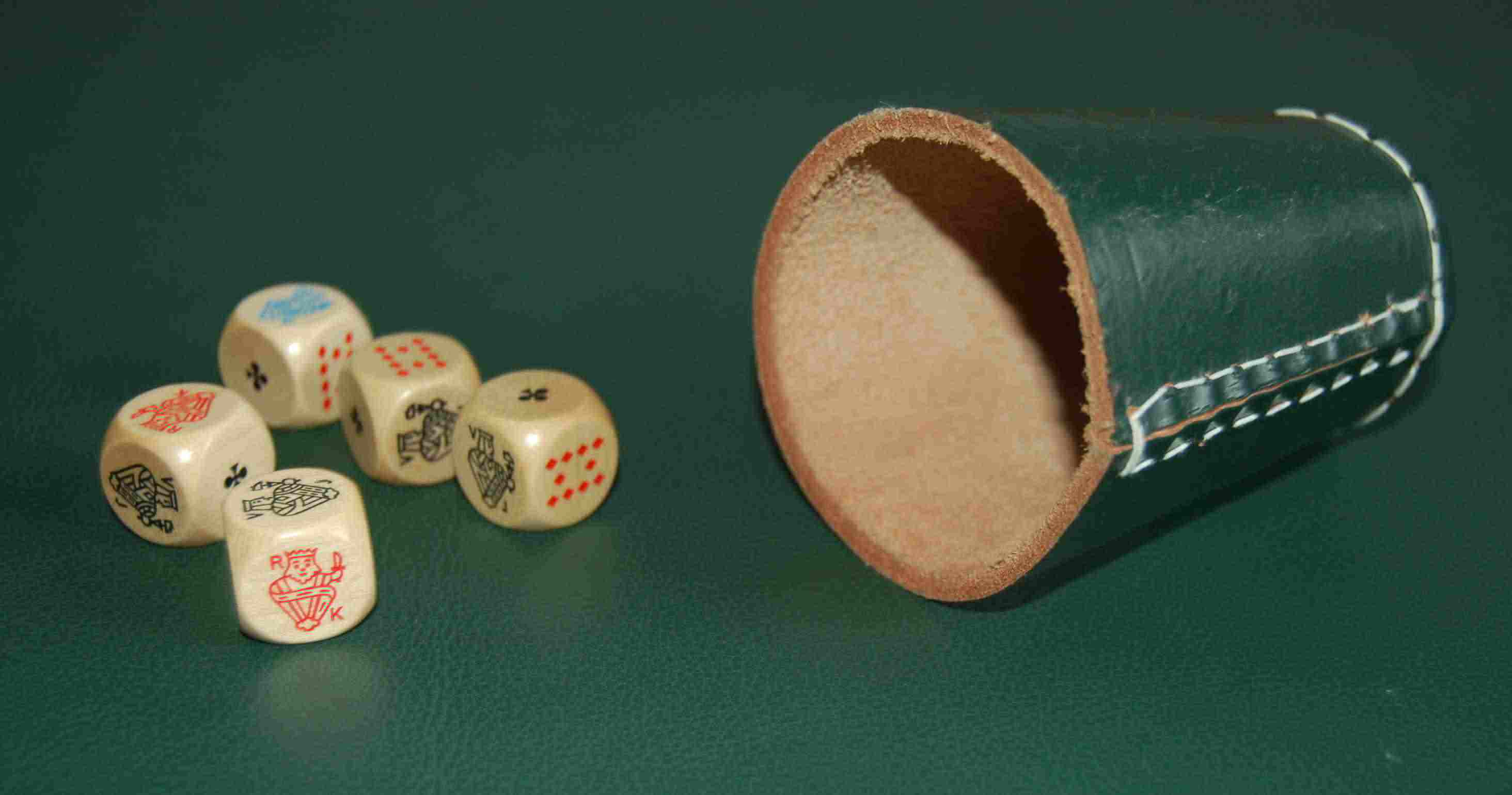
Würfelbecher aus Kernleder

- Spaltleder wird durch Spalten gewonnen. Es wird zwischen Narbenspalt und Fleischspalt unterschieden. Ersteres besteht aus Papillar- und Retikularschicht und hat eine glatte Oberfläche. Zweiteres besteht nur aus Retikularschicht. Die glatte Oberfläche wird bei Fleischspalten oft durch Beschichtungen mit Folien oder Polymeren nachgebildet.
- Vollleder sind die nach der Haarseite gelegenen oberen Teile der Haut, die durch Bearbeitung von der Fleischseite her auf die erforderliche Stärke gebracht worden sind.
- Unter dem Begriff Rohhaut ist eine weitgehend unbehandelte, enthaarte Haut im Handel, die für Spezialzwecke wie Zaumzeug, Trommeln, Bogenwaffen oder Hundeknochen genutzt werden.

#### Kernleder
Kernleder oder auch Croupon wird aus dem Kernbereich der Rohhaut gewonnen. In den der Wirbelsäule nahen Partien ist die Haut am dicksten. Wenn es auf besondere Festigkeit ankommt, wird daher Kernleder bevorzugt.

### Nach Herkunft der Haut

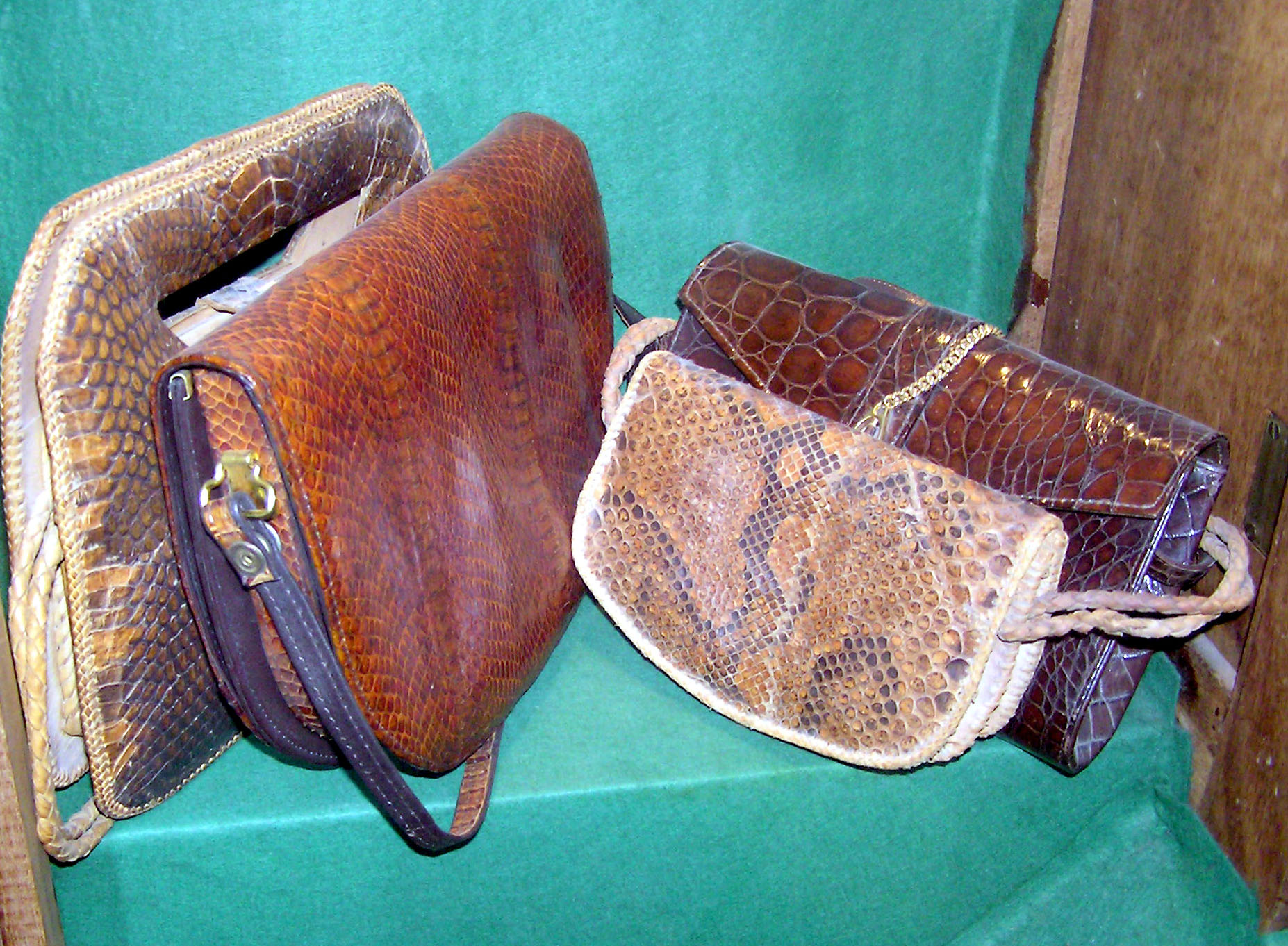
Beschlagnahmte Handtaschen aus Krokodil- und Schlangenleder (London, Datum unbekannt)

- Fischleder (von Hai, Rochen, Dorsch, Aal)
- Känguruleder
- Krokodilleder
- Lammleder
- Rindsleder, Kalbsleder
- Hirschleder
- Pferdeleder
- Schlangenleder
- Schweinsleder
- Seehundleder
- Straußenleder
- Yakleder
- Ziegenleder, Zickelleder (vom Zicklein)

### Nach Oberflächenbehandlung
- Anilinleder hat eine dünne Zurichtschicht, die natürliche Struktur des Leders ist hierbei gut zu erkennen, da es sich lediglich um eine Farbkorrektur mit Flüssigstoffen handelt. Früher wurden gesundheitsschädliche Anilinfarbstoffe verwendet, die stattdessen durch flüssige Metallkomplexfarbstoffe mit sehr ähnlichen Eigenschaften ersetzbar sind.
- Chagrin ist ein Pressnarbenleder. Zur Herstellung einer Pressnarbe wird die Ursprungsnarbe abgeschliffen und ein neuer Narben aufgepresst („chagrinieren“). Früher wurde es aus dem Leder des Pferde- oder Eselrückens gewonnen, es kann aber auch aus Hai- oder Rochenhaut hergestellt werden. Es handelt sich meistens um ein chromgegerbtes Rind- oder Mastkalbleder mit Pressnarben und Deckfarbenzurichtung.
- Farbleder
- Hühnerleder stammt nicht von Hühnern, sondern bezeichnet ein feines Schaf- oder Ziegenleder.
- Knautschlack ist ein Leder, das mit einer wasserunlöslichen Lackschicht bedeckt ist. Es handelt sich hierbei meist um Spaltleder, welches weich und flexibel ist.
- Lackleder ist mit einer dicken Lackschicht bedecktes Leder und weist daher keinerlei Naturmerkmale mehr auf. Diese Art der Lackbekleidung ist fest und praktisch ohne Dehnung, wasserdicht und leicht zu reinigen.[23]
- „Kühlendes Leder“. Speziell gegerbtes Leder, das sich im Gegensatz zu herkömmlichem Leder in der Sonne nicht so stark aufheizt, weil Farbpigmente das Sonnenlicht reflektieren.
- Nubukleder entsteht, wenn die Oberfläche von Rinds- oder Kalbleder angeschliffen wird, so dass eine feine, samtartig aufgeraute Struktur entsteht. Der Narben ist rein und fehlerfrei. Die Blößen werden chromgegerbt und tief eingefärbt. Mit der Hand über das Leder streifend, ergibt sich wie bei Samt ein Strich. Nubuk ist eine typische Raulederart.[24]
- Rauleder ist ein Sammelbegriff für Ledersorten mit aufgerauter Oberfläche, die auf der Fleisch- oder der Narbenseite geschliffen werden. Unterschieden wird: narbenseitig bearbeitetes Leder wie Nubuk, fleischseitig bearbeitetes Leder wie Ziegenvelours, narben- und fleischseitig bearbeitetes Leder wie Schweinsleder und Wildleder sowie Spaltrauleder.[24]
- Schleifbox ist ein Rindleder, dessen fehlerhafte Narben angeschliffen werden und bei dem durch eine relativ dicke Zurichtung künstliche Narben nachgebildet werden, um eine sehr hohe Glätte zu erhalten. Diese Leder werden fast immer mit einer Narbenimprägnierung hergestellt, da die Zurichtung sehr fest anliegen soll und sich beim Biegen der Leder nicht abheben oder kleine Falten werfen soll. Narbenimprägnierung heißt, dass in die Lederoberfläche Bindemittel eingelagert werden, die die Beweglichkeit der Lederfasern sehr stark verringern. Erst im Anschluss daran wird die Zurichtung aufgetragen.[25] Schleifbox wird hauptsächlich für Schuhe und Taschen verwendet.
- Veloursleder hat eine raue, samtige Oberfläche. Sie wird von der Retikularschicht gebildet, die mehr oder weniger fein geschliffen wird. Veloursleder wird hauptsächlich aus Schweins- oder Rindshäuten, Schaf-, Ziegen- oder Kalbfellen hergestellt. Werden Fleischspalte von Rindern oder Kälbern verwendet, ist es Spaltvelours.
- Waterproof sind meist Rindsleder mit Chromgerbung, die durch eine spezielle Behandlung („Hydrophobieren“) eine geringe Wasseraufnahme und eine gute Wasserdichtigkeit zeigen. Sie werden hauptsächlich für schwere Schuhe (Bergschuhe, Militärschuhe, Arbeitsschuhe) oder Motorradbekleidung verwendet.

### Nach Verwendungszweck
- Sattler- und Täschnerleder
  - Geschirrleder. Geschwärztes oder naturelles, stärker gefettetes Blankleder.
  - Feinleder. Sammelbezeichnung für die in der Feintäschnerei verarbeiteten Lederarten.
- Schuhunter- und Schuhoberleder
  - Sohlleder. Dickes, wenig biegsames Leder pflanzlicher Gerbung, meist Rindsleder
- Möbelleder und Autoleder
- Bekleidungs- und Handschuhleder
- Buchbinderleder
- Futterleder
- Pumpenleder
- Technische Leder

Für die folgenden Ledersorten steht deren Verwendung im Vordergrund.
- Blankleder ist ein pflanzlich gegerbtes, leicht gefettetes naturelles oder gefärbtes Rindleder mit gleichmäßigem Aussehen in Faserstruktur und Dicke für Sättel, Taschen und Reitzeug.
- Glacéleder besteht meist aus Lamm-, Zickel- oder Kalbleder. Es ist sehr weich und durch eine besondere Behandlung waschbar. Wegen seiner Weichheit und Zugfähigkeit eignet es sich besonders für Handschuhe.
- Mochaleder oder Mochetto sind auf der Narbenseite geschliffene tuchartig zugerichtete Lamm- und Zickelfelle oder Kalbfelle. Sie gehören zu den teuersten, weichsten und haltbarsten Handschuhledersorten.
- Oasenziege ist ein Buchbinderleder, hergestellt aus den Häuten der Sudanziege in Zentralafrika.
- Vacheleder ist ein flexibles Sohlenleder, das aus Kuhhäuten hergestellt wird. Es werden in der Herstellung Gerbstoffe verwendet, die eher weiche Leder ergeben. Vacheleder werden zudem leicht gefettet. Es wird unterschieden in Schnittervache (kräftiges Sohlleder, welches nach dem modernen Gerbverfahren hergestellt wird), Nagelvache (ein etwas steiferes Sohlleder), Nähvache (biegsam und etwas weicheres Sohlleder) und Flexibelvache (sehr weiches Sohlleder, Verarbeitung durch Verkleben).

### Sonderbezeichnungen

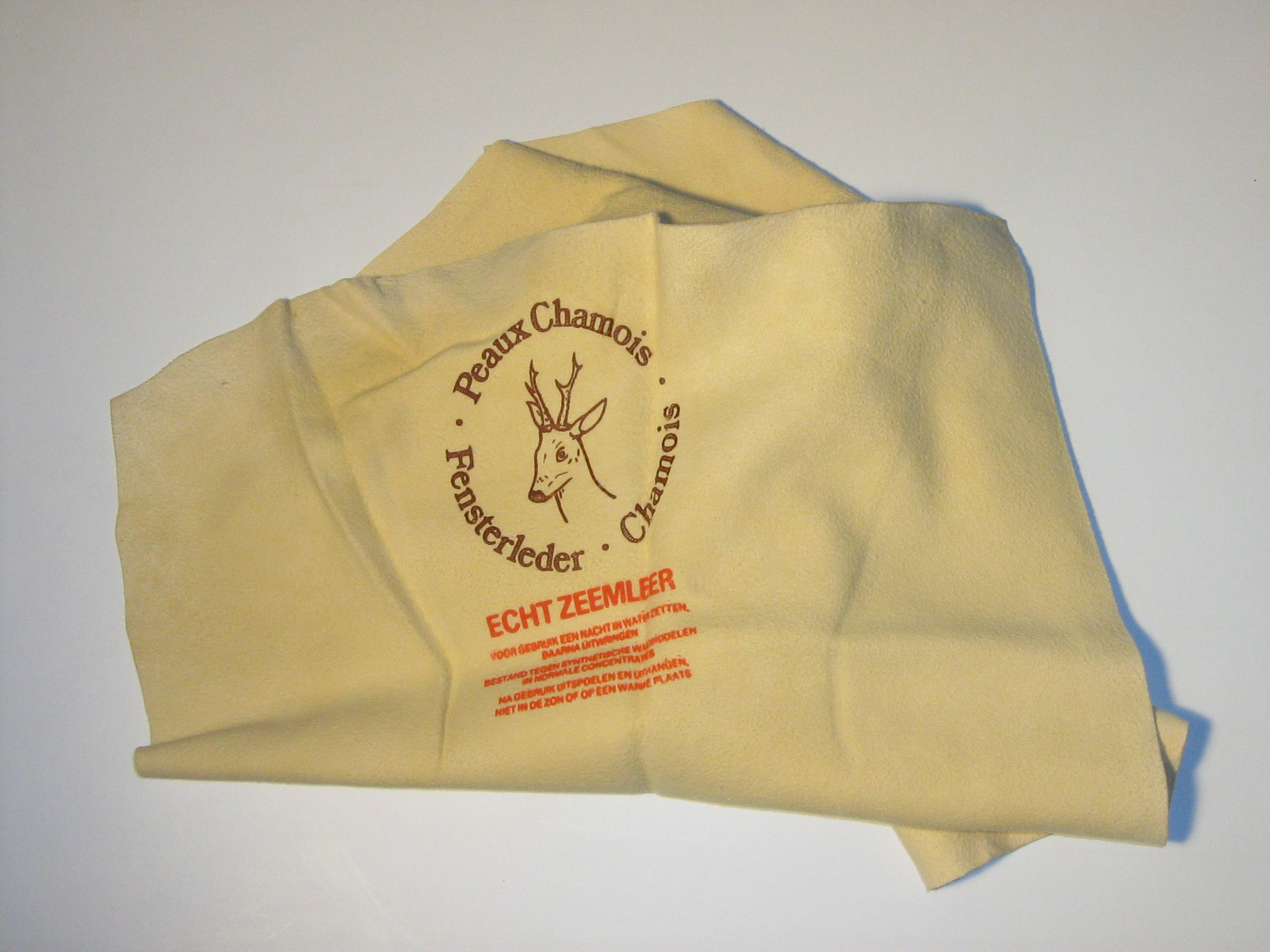
Fensterleder oder Chamoisleder

- Ecraséleder werden aus Kapziegen- oder Kalbhäuten hergestellt. Es zeichnet sich nach der Färbung durch kleine, helle „Äderchen“ aus.
- Nappaleder ist sehr weich und flexibel und wird für Geldbörsen und andere Lederwaren verwendet. Es wird aus Lamm-, Zickel- oder Kalbleder hergestellt. Nappaleder hat noch die natürliche Oberfläche, auf der einstmals die Haare gesessen haben. Diese Oberfläche ist nicht abgeschliffen.
- Walknappaleder ist wie Nappaleder sehr weich, aber glänzt auf Grund seiner Behandlung weniger.
- Wildleder wird noch gelegentlich als Bezeichnung für angeraute Leder benutzt, richtiger und mittlerweile gebräuchlicher ist Veloursleder. Tatsächliches „Wild“leder stammt von Gämsen, Rehen, Hirschen, ostindischen Ziegen, Antilopen, Gazellen, Elchen oder Rentieren. Es wird hauptsächlich sämisch gegerbt, der Narben wird vollständig abgestoßen.

## Lederkonservierung

### Schäden

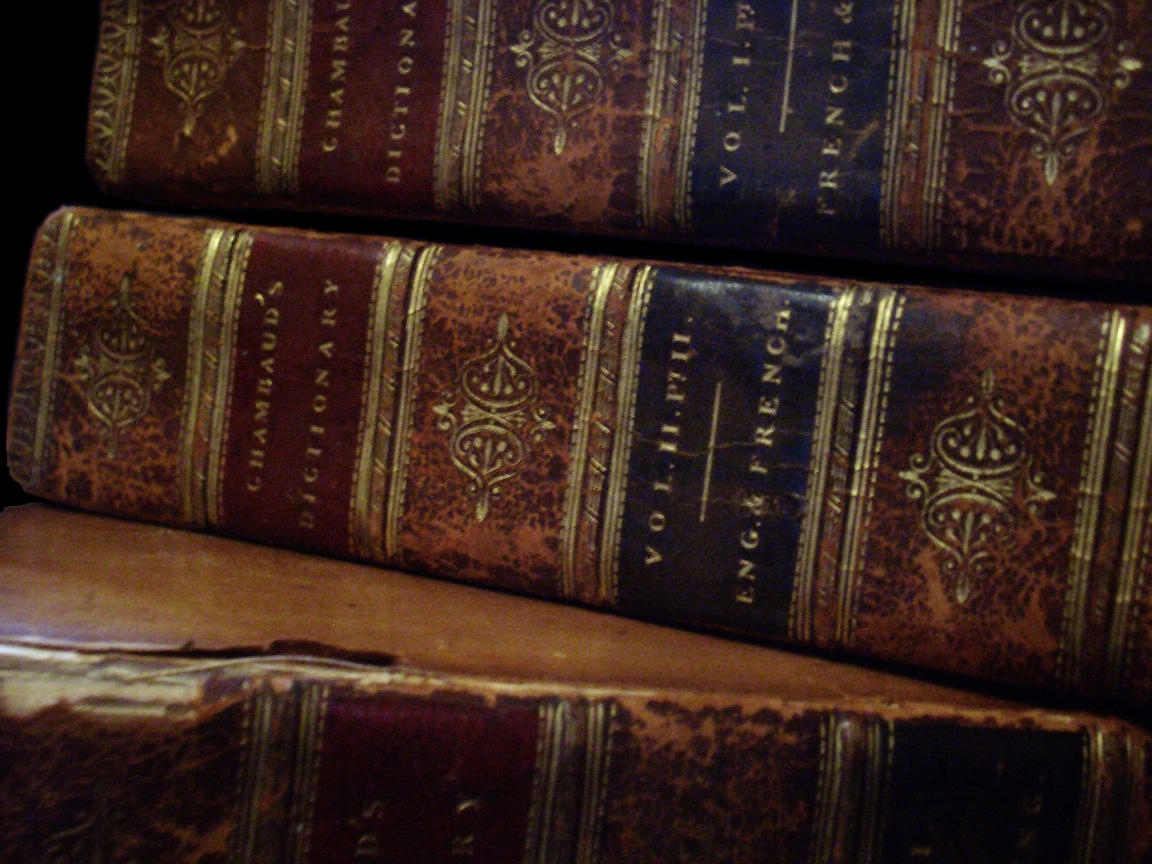
Buchrücken von Lederbänden mit Brüchen im Falz

Leder kann – wie jedes Material – durch eine konstante Nutzung geschädigt werden. Dazu gehören Schäden wie Einrisse, Abrieb, Flecken, Wasserränder usw. Oft finden sich bei Ledern Risse in der Oberfläche, die durch eine zu hohe Trockenheit oder auch einen zu hohen Fettgehalt im Leder ausgelöst worden sein können. Schuhe können, abgesehen von der täglichen Beanspruchung, auch durch den Fußschweiß geschädigt werden. Um dieses zu vermeiden, wird Leder verwendet, das schweißbeständiger ist. Witterung (Regen, Schnee, Sonne und Wind) kann auf Dauer schädigend auf Gegenstände und Kleidung aus Leder einwirken. Durch regelmäßige Lederpflege wird Schäden vorgebeugt.
Das gegerbte Leder kann im Laufe der Zeit übersäuern. Die entstehende Säure baut das Leder ab. Dieser Prozess wird durch schwefelhaltige Substanzen in der Luft begünstigt, wie sie durch eine Gasbeleuchtung entstehen. In der Vergangenheit war das etwa in Bibliotheken häufig der Fall, so dass dieses Phänomen eine eigene Bezeichnung erhielt: im Englischen wird es als red rot, im Deutschen auch als Roter Zerfall bezeichnet. Das Leder wird durch die Bindung von Feuchtigkeit und Schwefeldioxid über die Entstehung Schwefliger Säure komplett zerstört und die Oberfläche zerfällt zu Pulver. Dieser Prozess resultiert bei gleichzeitiger geringer Luftfeuchtigkeit (kleiner als 40 Prozent) über einen längeren Zeitraum in einem trockenen, irreversiblen Schaden der Faserstruktur des Leders. Es werden verschiedene Hausmittel empfohlen, besser ist es jedoch, einen fachkundigen Restaurator zu konsultieren. Bei nicht-ausreichender Neutralisation der Säuren aus dem Gerbungsprozess kann das Kollagen im Leder hydrolysieren, wodurch nach wenigen Jahren die Haut zerfallen kann. Daneben können Reste von biologischen Fetten ranzig werden und langfristig zum Fettfraß führen. Darüber hinaus können verschiedene Arten der Speckkäfer (Gemeiner Pelzkäfer, Brauner Pelzkäfer) zu Fraßschäden führen. Bei zu feuchter Lagerung können verschiedene Schimmelpilze und Bakterien zu einer Zersetzung führen.

### Lederaufbereitung/Lederrestaurierung

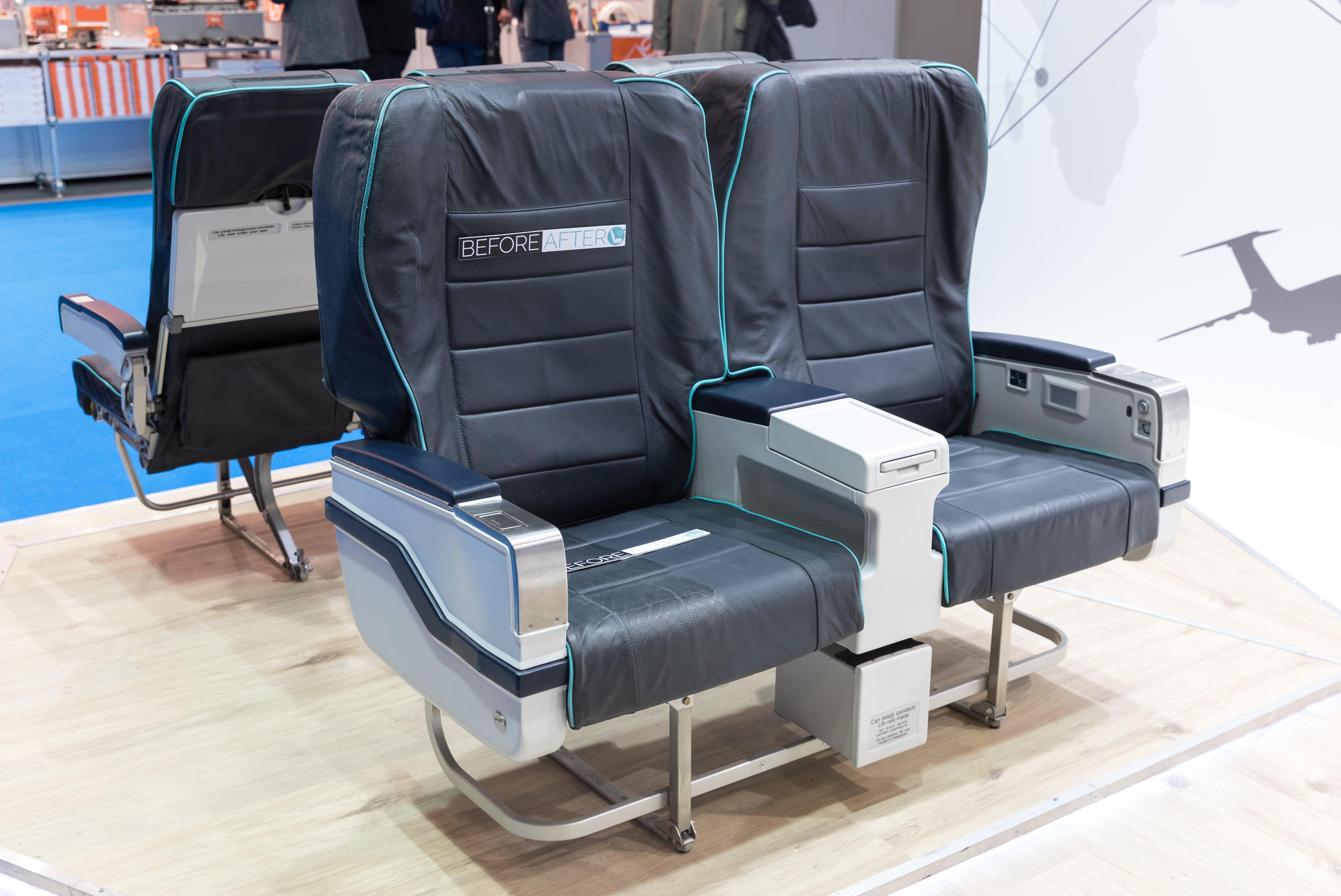
Aufbereitetes Leder an Flugzeugsitzen (links: vor der Aufbereitung; rechts: nach der Aufbereitung)

Leder lässt sich restaurieren, es gibt verschiedene Arten von Beschädigungen. Wenn Leder mit zunehmendem Alter brüchig geworden ist oder wenn sogar Lederteile verloren gegangen sind, können auch umfangreiche Reparaturen vorgenommen werden. Es gibt verschiedene Hilfsmaterialien, um Beschädigungen zu beseitigen. Ein sogenanntes Flüssigleder wird bei Beschädigungen der Oberfläche aufgespachtelt. Durch vorheriges Abformen an anderer Stelle und Übertragen auf die Reparaturfläche kann dabei auch die Oberflächenstruktur rekonstruiert werden.
Um Leder strapazierfähiger, fleckenunempfindlich und dauerhaft wasserabweisend zu machen, wird auf mit Anilinfarben vorgefärbte Glattleder eine auf Pigmenten und Bindemitteln basierende, deckende Farbschicht aufgetragen. Diese Farbschicht heißt auch Kopffärbung, Zurichtung oder Pigmentierung. Glatte Motorradleder, aber auch viele Freizeitjacken, Schuhe, Auto-, Möbelleder und Taschen aus Glattleder haben diese zusätzliche Farbschicht. Auf diese Schicht wird zusätzlich noch der Top Coat, eine Art Klarlack, aufgetragen. Der Top Coat schützt die Bindemittelfarbe vor Abrieb und Abfärbung und bestimmt den Glanzgrad und den Griff. Vernetzer sorgen als Additive für verbesserte Echtheiten.

### Lederpflege
Leder sollte einen Wassergehalt von 14 bis 18 Prozent haben. Mit zunehmendem Fettgehalt nimmt der Wassergehalt des Leders ab. Durch den Wassergehalt des Leders werden Reißfestigkeit, Griff, Stand, Gewicht und Elastizität stark verändert. Der Naturfettgehalt der Haut liegt bei 1 Prozent. Nur Schaffelle weisen bis zu zwölf Prozent Naturfettgehalt auf. Wie der Wassergehalt, so beeinflusst auch der Fettgehalt die Eigenschaften des Fertigleders, wie Elastizität, Reißfestigkeit, Wasseraufnahmevermögen sehr stark. Daher muss bei wertvollen Objekten mit Lederpflegemitteln vorsichtig umgegangen werden – im Zweifelsfall sollte auf jeden Fall ein Fachmann (Lederrestaurator) zu Rate gezogen werden.

#### Schuhe

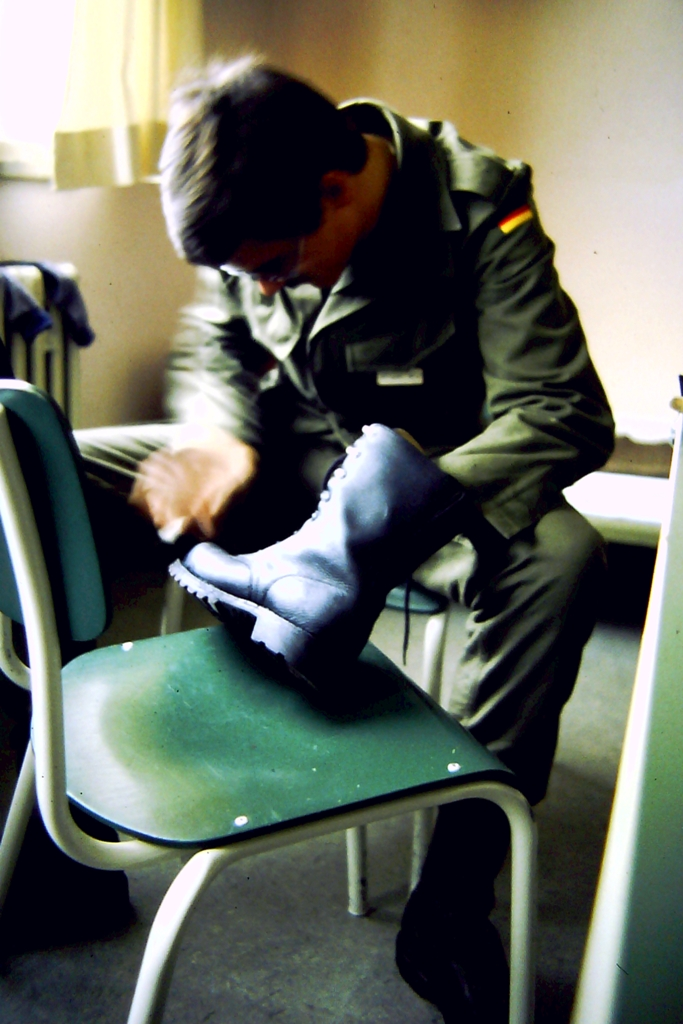
Soldat bei der Schuhpflege (1982)

Schuhe unterliegen vergleichsweise sehr hohen Belastungen durch äußere Einflüsse wie Schmutz (= schmirgelnde Reibung), Nässe (= Gefahr des Auswaschens von Fettungs- und Farbstoffen), Reibung und Stößen der Oberfläche (= mechanische Beschädigung), wie sie im Alltagsgebrauch nicht zu vermeiden sind. Zusätzlich wird das Leder durch Fußschweiß, Zug, Druck und Walkbewegungen ständig beansprucht. Oft kommen noch chemische Einflüsse aus den Strumpfmaterialien oder Waschmittelreste hinzu. Deshalb erfordern Lederschuhe eine regelmäßige Pflege.
Die Pflege von Glattlederschäften besteht darin, dass nach einer gründlichen Reinigung der Oberfläche eine Schuhcreme dünn aufgetragen wird und abschließend poliert wird. Dadurch entsteht ein weitgehend geschlossener Schutzfilm, der besonders bei Verwendung einer Hartwachscreme (Dosencreme) das Oberleder optimal schützt, glänzt und eine Neuanschmutzung erschwert. Bei sehr stark beanspruchten Schuhschäften (Arbeitsstiefel, Bergschuhe usw.) ist der für chromgegerbte Schäfte normaler Alltagsschuhe ausreichende Schutz durch Hartwachscreme nicht zufriedenstellend. Hierfür gibt es deshalb spezielle Pflegemittel, wie Fettwachse, Lederfette und andere.
Schuhe aus Rauleder (Velours und Nubuk) haben sehr offenporige Schäfte und erfordern deshalb regelmäßiges gründliches Ausbürsten, um den eingedrungenen Staub zu entfernen. Gelegentliches Imprägnieren mit Imprägnierflüssigkeiten oder -sprays verhindert ein vorzeitiges Neuanschmutzen und sorgt in einem gewissen Grad für einen Wasser abstoßenden Effekt. Ledersohlen können durch spezielle Ledersohlenöle gepflegt werden. Damit wird der Abrieb verringert, und es entsteht eine zusätzliche Hydrophobierung.
Werden durchnässte Schuhe durch Wärme (Strahlung oder warme Luft) beschleunigt getrocknet, besteht die Gefahr eines irreversiblen chemischen Umbaus der Lederfaser. In der Folge verhärtet das Leder, wird spröde und reißt oder bricht leicht. Das gilt sowohl für Lederschäfte (besonders gefährdet: vegetabil gegerbte Leder) wie für Ledersohlen. Deshalb werden durchnässte Schuhe nur mit Zeitungspapier ausgestopft, das die Feuchte aufsaugt und regelmäßig ausgetauscht wird. Dabei ist der Schuh am besten von allen Seiten von Luft umspült (beim Vorhandensein von Ledersohlen gar durch Aufhängen an eine Wäscheleine). Um den Verlust der Passform zu vermeiden, wird gegen Ende der Trocknungsphase in den noch leicht feuchten Schuh ein passender Schuhspanner eingelegt.

#### Bekleidung und Accessoires
Die Reinigung der Bekleidung gehört in die Hände eines Fachmanns, wo sie meist mit organischen Lösungsmitteln durchgeführt wird. Nappaleder ist, da es eine in sich geschlossenere Oberfläche hat, besser gegen Schmutz, Wasser und Staub geschützt.
Handschuhe aus Glacéleder können mit Waschbenzin gereinigt werden. Handschuhe aus Nappaleder, Schweinsleder und Wildleder können mit weichen Waschmitteln oder Spezialwaschmitteln gewaschen werden. Sie werden dann in angezogenem Zustand gewaschen, danach werden sie aufgeblasen und langsam getrocknet. Durch Glattziehen erhält der fast trockene Handschuh seine ursprüngliche Form wieder, durch Knautschen und Dehnen kann er wieder so weich wie vorher werden.

#### Ledermöbel

Clubsessel

Ledermöbel können mit Hilfe eines weichen, ggf. leicht feuchten Lappens gereinigt werden. Für stärkere Verschmutzungen stehen entsprechende Lederreiniger zur Verfügung, die bei pigmentierten Lederarten bedenkenlos verwendet werden können. Die Verwendung von Lederpflegemitteln ist jedoch bei einigen Lederarten wie Nubukleder als problematisch einzustufen. Es sollte in jedem Fall ein Fachmann aufgesucht werden, der sich auf die Reinigung und Restaurierung mit original Gerbereiprodukten spezialisiert hat.

### Lederaufbewahrung
Wertvolle Lederobjekte sollten sorgfältig aufbewahrt werden. Dazu gehört ein Schutz vor der energiereichen Sonnenbestrahlung, vor Staub, Schmutz und Nässe, für Kleinlederwaren beispielsweise in einem Stoffbeutel. Für Museen wird für die Lederkonservierung eine mittlere, möglichst konstante Temperatur und 45 bis 55 Prozent relative Luftfeuchtigkeit empfohlen. Eine höhere Feuchte fördert die Schimmelbildung, bei zu niedriger Feuchtigkeit ist das Leder brüchig. Ein angemessener Luftaustausch sollte bei der Lagerung gewährleistet sein.
Ist das Lederobjekt bereits geschädigt, brüchig, eingerissen, abgerieben, verzogen oder mit Schimmel überzogen, sollte ein ausgebildeter Restaurator hinzugezogen werden.

## Kritik
Die Gewinnung und Nutzung von Leder ist umstritten, wie fast jede Tiernutzung. Grundsätzlich müssen dafür Tiere gehalten und getötet werden. Ledernutzung passt daher zum Beispiel nicht zu einer veganen Lebensweise.
Leder kann als nachhaltig angesehen werden, insofern immer wieder neue Tiere gezüchtet werden können. Das ist ein bedeutender Unterschied etwa zu Plastik, das aus Erdöl hergestellt wird. Allerdings ist die Massentierhaltung nur durch einen enormen Ressourcenverbrauch möglich: Abgesehen vom Wasserverbrauch werden große Flächen zum Anbau von Tierfutter benötigt usw.
Leder ist (anders als Pelz) meistens ein Nebenprodukt der Massentierhaltung, die in erster Linie für die Fleischgewinnung und Milchgewinnung existiert. So gesehen werden keine zusätzlichen Ressourcen für das Leder aufgewendet, sondern vielmehr die anfallenden Kadaver besser genutzt. Umgekehrt jedoch bedeutet die Nutzung von Leder, dass sich die Massentierhaltung für die Unternehmer kommerziell noch mehr lohnt. Leder ist tatsächlich nicht Abfall oder Nebenprodukt, sondern „fester Bestandteil des Geschäftsmodells der Landwirte“, so die Vogue.
Manche Tiere werden hauptsächlich wegen ihrer Haut gezüchtet oder in der Natur gejagt. Das sind zum Beispiel Krokodile, Eidechsen oder Schlangen. Das kann dramatische Folgen für den Bestand einer Art haben.
Ohne Gerbung gibt es kein Leder. Manche Verfahren verwenden Chemikalien, die schädlich für die Umwelt sind, nicht zuletzt, wenn sie falsch entsorgt werden. In Deutschland gibt es zwar strenge Kontrollen, doch das meiste Leder wird billig in Asien (China, Bangladesh, Indien) hergestellt. Wer dort in der Produktion arbeitet, leidet häufig an Erkrankungen der Haut und Atemwege. Abwässer mit Chemikalien vergiften außerdem oft über Flüsse die Bewohner vor Ort.
Pflanzliche oder vegetabile Verfahren sind so gesehen umweltfreundlicher, aber aufwändiger und teurer. Allgemein wird beim Gerben sehr viel Wasser verbraucht.
Lederwaren können bei guter Pflege sehr lange genutzt werden, so dass seltener neue gekauft werden müssen, und Leder ist biologisch abbaubar. Das kann aber wegen der Gerbung relativ lange dauern (das ist der Zweck der Gerbung). Bis Leder sich abbaut, dauert es vierzig bis fünfzig Jahre.

## Alternativen zu Leder
Die Ledergewinnung ist aufwändig und teuer; ferner gibt es ökologische und andere Bedenken. Teilweise wünscht man sich andere Eigenschaften des Werkstoffs: Optik, Haptik, weniger Abrieb, Wasserundurchlässigkeit. Alternativen zu „echtem“ Leder (Tierleder) haben viele verschiedene Bezeichnungen: Kunstleder, Lederimitat, PU (Polyurethan) Leder, pleather, vegan leather usw.
Bonded Leather wiederum sind Materialien aus kleinsten Lederpartikeln, die mit Bindemitteln zusammengefügt worden sind.
Kunstleder besteht meistens aus Kunststoff wie PVC. Manche dieser Produkte werden aus recycleltem Kunststoff hergestellt. PVC oder Polyurethan sind nicht abbaubar.
Andere Materialien hingegen sind pflanzlicher Natur, wie Ananasleder aus Blättern von Ananaspalmen, Apfelleder aus Resten von Äpfeln sowie einem Plastikanteil, Korkleder aus der Rinde von Korkeichen, Papierleder aus Papier und Kunststoff u. a. Die Nachhaltigkeit, Umwelt- und Sozialverträglichkeit ist unterschiedlich zu beurteilen.
Als Nachteil vieler pflanzlicher Produkte wird gesehen, dass sie nicht so widerstandsfähig wie Tierleder sind. Sie sind wenig haltbar und kommen meist nicht ohne synthetische Bindemittel oder zusätzlichen Kunststoff aus, so Textilexperte Kai Nebel (Hochschule Reutlingen). Seiner Meinung nach ist das eigentliche Problem der Überkonsum; nachhaltig ist es vor allem, Gebrauchtes wiederzuverwenden.

## Museen

### Deutschland
- Calw (Nordschwarzwald): Gerbereimuseum (Weißgerberei Balz)
- Doberlug-Kirchhain (Landkreis Elbe-Elster, Brandenburg): Weißgerbermuseum Doberlug-Kirchhain
- Enger (NRW, Kreis Herford): Gerbereimuseum Enger
- Mülheim an der Ruhr: Leder- und Gerbermuseum
- Offenbach am Main: Deutsches Ledermuseum
- Ohrdruf (Thüringen): Alte Gerberei (Ohrdruf)
- Weida (Thüringen): Lohgerberei in Weida (Technisches Schaudenkmal)

### Österreich
- Eisenerz (Steiermark): Gerbereimuseum Gerberei Salzer

### Italien
- Bosa (Sardinien): Museo delle conce (Leder- und Gerbereimuseum)